# Шевченково (Измаильский район)
Шевче́нково (укр. Шевче́нкове МФА: [ˈʃɛu̯tʃenkowe]о файле) — село в Килийской городской общине Измаильского района Одесской области Украины.
Расположено в 12 км от районного центра и в 28 км от железнодорожной станции Дзинилор. Территория имеет ровный рельеф. В радиусе 30 км сосредоточено большое скопление водоёмов Дунайского и Севернопричерноморского бассейнов.
По оценочным данным на январь 2011 года население составляет 5620 человек, территория — 8,44 км2, по обоим этим показателям является крупнейшим селом района.
Село Шевченково (до 1946 года называлось Кара-Махмет) основано в 1790 году. В 1812 года территория села вошла в состав Российской империи, а до того была во владениях Османской империи. Периодически, в середине XIX и XX веков, находилось под властью Молдавии и Румынии.

## Физико-географическая характеристика

### Географическое положение
Шевченково расположено на юго-западе Украины и является географическим центром Килийского района. В административно-территориальном отношении — посёлок сельского типа Килийского района Одесской области Украины. Территория составляет 8,44 км2, что делает его одним из самых больших по площади субъектов Килийского района. Протяжённость населённого пункта в длину (с севера на юг) — 4,8 км, в ширину (с запада на восток) — 3,2 км, при этом контуры обретают форму пятигранника.
| С-З | Болград 58 км / 24 км Кагул 95 км / 114 км | Киев550 км / 681 км Кишинёв 170 км / 369 км | Одесса 150 км / 186 км Татарбунары 37 км / 68 км | С-В |
| З   | Рени 82 км / 126 км Галац 100 км / 148 км  | Роза ветров                                 |                                                  | В   |
| Ю-З | Измаил 44 км / 63 км Тулча 59 км / 323 км  | Килия 12 км / 12 км                         | Вилково 25 км / 42 км                            | Ю-В |

### Климат
Климат Шевченково умеренно континентальный с мягкой короткой, малоснежной с частыми оттепелями зимой и тёплым, реже жарким продолжительным летом, однако с недостаточной влажностью. Зима длится с середины ноября до конца марта (4,5 месяца), средняя температура составляет +0,8 °C. Самым холодным месяцем года является январь, в среднем его температура составляет −0,5 °C, морозы не ниже −22,8 °C. Лето длится с середины мая по конец сентября (4 месяца), средняя температура составляет +20,8 °C. Самый тёплый месяц — июль, средняя температура +21,7 °C, жара не выше +37,8 °C.
| Показатель                    | Янв. | Фев.  | Март  | Апр. | Май  | Июнь | Июль | Авг. | Сен. | Окт. | Нояб. | Дек.  | Год   |
| ----------------------------- | ---- | ----- | ----- | ---- | ---- | ---- | ---- | ---- | ---- | ---- | ----- | ----- | ----- |
| Абсолютный максимум, °C       | 16,1 | 21,1  | 26,1  | 27,8 | 31,1 | 37,8 | 37,2 | 36,1 | 33,9 | 31,1 | 25    | 18,9  | 37,8  |
| Средний суточный максимум, °C | 2,8  | 3,3   | 8,3   | 15   | 21,1 | 25   | 26,7 | 26,7 | 22,8 | 16,1 | 8,3   | 3,9   | 15    |
| Средняя температура, °C       | −0,5 | 0     | 4,4   | 10,6 | 16,1 | 20   | 21,7 | 21,1 | 17,2 | 11,7 | 5     | 1,1   | 11,1  |
| Средний суточный минимум, °C  | −3,9 | −3,3  | 0,5   | 6,1  | 11,1 | 15   | 16,1 | 15,6 | 11,7 | 6,7  | 1,1   | −1,7  | 6,1   |
| Абсолютный минимум, °C        | −20  | −22,8 | −18,3 | −2,2 | 0    | 6,7  | 10   | 4,4  | −2,2 | −7,8 | −16,1 | −16,2 | −22,8 |
| Норма осадков, мм             | 20   | 30    | 40    | 40   | 50   | 80   | 60   | 50   | 30   | 30   | 40    | 40    | 580   |

Направление ветра в течение года, %

За год выпадает 400—600 мм атмосферных осадков. Наиболее дождливыми месяцами являются июнь, июль, и ноябрь, в течение которых месячное количество осадков составляет около 60—80 мм. Самыми сухими месяцами являются январь и февраль, когда выпадет 20—30 мм. Нередким явлением являются туманы и роса. Наблюдать их можно в течение всего года, но чаще всего туманы появляются в холодной половине года, тогда как роса — в летней.
Среднегодовая скорость ветра — 3,8 м/с (по данным ГМС Усть-Дунайск). С сентября по апрель наибольшую повторяемость имеют ветры от N (18—41 %) и от NW (12—26 %). Лишь в мае вообще не наблюдается чётко выраженного преобладания какого-либо определённого направления ветра. В июне — августе преобладающими становятся ветра от S и Е, повторяемость каждого направления достигает 35 %.
| Градации скорости ветра | Янв  | Фев  | Мар  | Апр  | Май  | Июн  | Июл  | Авг  | Сен  | Окт  | Ноя  | Дек  | Год  |
| ----------------------- | ---- | ---- | ---- | ---- | ---- | ---- | ---- | ---- | ---- | ---- | ---- | ---- | ---- |
| 0 м/с — 5 м/с           | 52,4 | 54,4 | 49,6 | 56,5 | 62,1 | 64,2 | 65,2 | 67,6 | 63,3 | 48,2 | 48   | 47   | 56,5 |
| 6 м/с — 10 м/с          | 37,8 | 33,9 | 41,3 | 37,6 | 33,2 | 32,3 | 31,3 | 29,1 | 31,7 | 41,8 | 38,3 | 41   | 35,8 |
| 11 м/с — 15 м/с         | 9,1  | 10,3 | 7,6  | 5,8  | 4,5  | 3,3  | 3,4  | 3,3  | 4,5  | 8,8  | 12,6 | 10,3 | 6,9  |
| 16 м/с — 20 м/с         | 0,7  | 1,4  | 1,5  | 0,2  | 0,1  | 0,3  | 0,1  | 0    | 0,6  | 1,2  | 1,2  | 1,2  | 0,8  |

### Рельеф и почва
Территория Шевченково относится к юго-западной окраины Восточно-европейской равнины Причерноморской низменности и размещена в Жебриановской балке с сотносительно ровным пологим рельефом, что возвышается над уровнем моря на 36—28 м. Наиболее высокие точки рельефа расположены в северо-западной части села с уклоном на юго-восток.
Расположенность села на Восточно-Европейской платформе сводит к минимуму проявление таких стихийных явлений, как землетрясение и вулканизм.
Почвенный покров представлен главным образом южными среднемощными чернозёмными грунтами Придунайской степной провинции Степной зоны. Общая мощность гумусовых горизонтов колеблется в районе 30—120 см, они имеют темно-серый цвет с коричневатым оттенком и обладают высоким естественным плодородием, из-за чего широко используются в выращивании зерновых (пшеницы, кукурузы, ячменя и риса), технических (подсолнечника), баштанных и садовых культур, а также овощей (капусты, помидора, болгарского перца и прочих видов) и виноградарства.
С целью защиты почвы от выветривания влаги, предотвращения вымерзания посевов и эрозии почвы территория изрезана сеткой лесополос (акация, дуб) и условно поделена на участки в 100—200 га.
Практически нет разрабатываемых месторождений полезных ископаемых, за исключением строительных материалов (огнеупорная глина).

### Водная система
Внутренние воды южноодесского региона принадлежат бассейнам реки Дунай и Северного Причерноморья. В радиусе 30 км от Шевченково сосредоточено много различных водоёмов. Наиболее крупные из них: на северо-востоке — искусственный солёный лиман Сасык (Кундук), отделённый от моря лишь узкой полосой песчано-ракушечной пересыпи, и пресноводное озеро Китай на востоке.
На юге расположена главная водная артерия Европы — река Дунай, Килийское гирло в её нижнем течении. Река имеет важное хозяйственное значение для орошения, судоходства и в обеспечении питьевой водой (Шевченково подключено к Килийскому групповому водопроводу). Однако низкое положение северного побережья является риском подтопления региона водами Дуная. На севере размещена высыхающая летом река Алияга (основной приток озера Сасык). Также село имеет близость к Чёрному морю, на восточном побережье которого размещены Приморская курортно-развлекательная зона и Вилковский рекреационный комплекс зелёного туризма.
Всего водами на территории Килийского района занято 21,4 тыс. га. Через село также проходит водоотводный канал шириной в 15 м с отводом в реку Дунай. Глубина подземных вод от поверхности земли — 2—11 м.

### Растительный и животный мир
Разнотравно-типчаковая и ковыльная степная растительность из-за активного антропогенного воздействия в первозданном виде сохранилась лишь на небольших заповедных участках Черноморского побережья и некоторых островах Дуная (биосферный заповедник «Дунайские плавни»). Среди спектра жизненных форм флоры преобладают многолетние травянистые растения (56 %). Доля однолетников примерно в 2 раза ниже — 27 %. В целом травянистые растения составляют около 90 % флоры. На долю деревьев, кустарников, кустарничков, полукустарничков и полукустарников приходится лишь 10 % флоры. Среди древесных растений преобладают деревья, наиболее распространённые виды: дуб черешчатый, акации жёлтая, белая и софора, клён остролистный и татарский, орех грецкий, ясень зелёный, липа, смородина, облепиха, шиповник, барбарис и другие.
Фауна разносторонне разнообразна. Встречаются множество видов пресмыкающихся отряда ящериц (разноцветная ящурка, прыткая и крымская ящерицы) и змей (обыкновенный и водяной уж, обыкновенная и восточная степная гадюки), а также европейская болотная черепаха.
Водятся хвостатые земноводные (обыкновенный и гребенчатый тритоны) и бесхвостые (краснобрюхая жерлянка, обыкновенные квакша, обыкновенная и зелёная жабы, травяная, прудовая и озёрная лягушки).
Среди птиц обитают воробьинообразные (воробьи, зяблики, скворцы, вороны, синицы, соловьи, жаворонки, ласточки), курообразные (перепел, серая куропатка, фазаны), аистообразные (серая и белая цапли), гусеобразные (лебедь-шипун, серый гусь, серая утка, утка-крижен), ржанкообразные (чайки, кулики-сороки), хищные (орлан-белохвост, орёл-могильник, степной орёл), также ушастая и болотная совы, сокол, дятлы, кукушки, голуби и бакланы.
Подавляющее большинство видов принадлежат плацентарным млекопитающим, которые в регионе представлены насекомоядными (ежи, кроты, землеройки), грызунами (мыши, крысы, белки, бобры, ондатры, нутрии, обыкновенный хомяк, крапчатый сурок и суслик, большой тушканчик), зайцеобразными (заяц-русак, дикий кроль), хищными (кошки, собаки, лисицы, европейская норка, горностай, куницы, еноты), рукокрылыми (летучие мыши) и копытными зверями (лошади, коровы, свиньи, козы, овцы, ослы, дикий кабан).
Территория села находится в зоне обитания чрезвычайно редких видов зверей и птиц, занесённых в Красную книгу Украины: соня, слипаки, лесной кот, белый аист, журавль, ходулечник и пеликан.

## Символика
Герб Шевченково состоит из четырёх частей:
1. Эклектического картуша, который говорит о том, что в Шевченково проживает население украинского происхождения;
2. Золотая корона со зрелых колосков символизирует село непосредственно;
3. Внутренний щиток — указывает на внутренний мир жителей села, их духовные и моральные ценности, приоритеты. На элементах внутреннего щитка изображено:
  - Библия — книга жизни, символ наиважнейшего — духовных ценностей, чтобы иметь успех и благословение, необходимое возрождение, желание к чистоте и творения правды, до того начала, которое является священным в каждом доме — Божьего слова;
  - Ценный камень — признак нерушимых семейных ценностей;
  - Вол — символизирует трудолюбие и настойчивость в достижении поставленных целей;
  - Арбалет — символ охоты, в данном случае символизирует увлечение любимым делом и досугом шевченковцев, что не является исключительно охотой.
4. Геральдический щит — символизирует род занятий шевченковцев. Символическое значение элементов внешнего щита:
  - Сноп зрелых колосков, опоясанных соломенной бечёвкой — является символом земледелия, основного рода занятий шевченковцев;
  - Гроздья зрелого винограда — символизирует виноградарство, что приобрело у Шевченково большое значение и прогресс в эпоху коллективизации, кроме этого, с давних времен виноград символизирует благосостояние и процветание.
  - Рыба — символ рыболовства, которое существовало на территории Шевченково ещё со времен зарождения села;
  - Пчела — символ одного с основных занятий шевченковцев — пчеловодства, второе значение — трудолюбие.

Флаг Шевченково, представляет собой синее прямоугольное полотнище, разделённое косым крестом, с золотыми горизонтальными и лазурными вертикальными секторами. Соотношение сторон не регламентировано, обычно используют полотнища 2:3 или 3:5. Официальный статус . Косой крест символ «древа жизни» символизирует единство и совершенство. Золотой цвет символ «животворного солнца» — означает справедливость, силу, чистоту, веру, справедливость и милосердие. Лазурный цвет, символ «духовного неба», олицетворяет красоту, славу, честь, честность и целомудрие.

## Население и национальный состав
По данным переписи населения Украины 2001 года распределение населения по национальному составу было следующим (в % от общей численности населения):
По селу Шевченково: общее количество жителей — 5639 чел., из них украинцев — 4784 чел. (84,84 %); русские — 558 чел. (9,90 %); молдаване — 119 чел. (2,10 %); болгар — 63 чел. (1,12 %); гагаузов — 53 чел. (0,94 %); другие — 62 чел (1,10 %).
По данным переписи населения Украины 2001 года распределение населения по родному языку было следующим (в % от общей численности населения):
По селу Шевченково: украинский — 96,85 %; русский — 1,51 %; белорусский — 0,04 %; болгарский — 0,39 %; армянский — 0,02 %; гагаузский — 0,40 %; молдавский — 0,73 %; цыганский — 0,25 %.
Шевченково имеет статус самого населённого посёлка сельского типа Килийского района. Численность населения состоянием на 1 января 2011 года составила 5620 человек. Естественный прирост — 29 человек, миграционный — 13 человек.
Национальный состав населения относительно однородный, с преобладающим большинством украинцев — 5114 чел. (91 % общей численности), 6 % русских, и 3 % молдаван, гагауз, цыган, представителей других национальностей. В разговорной речи преобладает южный диалект, так называемый суржик. Отличительной особенностью южного наречия является совмещение украинской грамматики и фонетики со смешанной русско-украинской лексикой.
Величина трудоспособного населения — 2799 чел. (49,8 % от всего населения), в том числе 1590 женщин и 1209 мужчин.
Численность безработных — 948 чел., 33,9 % трудоспособного населения. Значительная часть экономически активного населения занята в сельском хозяйстве.

### Промышленность
На момент распада СССР на территории Шевченково сохранялся огромный производственно-технический потенциал. Однако непоследовательность реформ правительства последнего десятилетия XX века привели к глубокому экономическому кризису. Большая часть производственных мощностей (как и на территории бывшего СССР в целом) были разворованы в ходе стихийной приватизации 1990-х годов и перестали функционировать.
Анализ состояния малого предпринимательства, осуществлённый по данным официальных отчётов, свидетельствует, что сегодня в этой сфере функционируют 156 малых предприятий с численностью работающих на них 1032 человек, 35 фермерских хозяйств с 67 работающих, а также 930 индивидуальных предпринимателей без создания юридического лица.
В Шевченкове действуют две автозаправочные станции, в 2000-х гг. открыта газозаправочная станция. Работает телерадиомастерская, мастерская по ремонту бытовой техники и обуви, цех по шитью, две пекарни, коммунальное хозяйство, обслуживающее водогон, деревообрабатывающий двор, пункт ветеринарного обслуживания, СТО, цех по изготовлению семечек и переработки риса. Для населения района работает инкубаторная станция, производя 300 тыс. яиц за год.

### Сельское хозяйство
Земельные ресурсы. Соотношение тепла, света, влажности и качество грунтов создают благоприятные агроклиматические условия для развития сельского хозяйства. В структуре земельного фонда выделяют: 59,6 % обрабатываемые земли (пашни, сады, виноградники); 18,3 % — луга и пастбища; 8,2 % — антропогенные ландшафты и 23,1 малопродуктивные территории. Сельскохозяйственные угодья занимают 113,88 км2 (11 388 га), в том числе 8 639 га пахотной земли, 89 га виноградников, 28 га садов, а также 129 га сенокосы и пастбища. Из-за засушливого климата 4391 га обрабатываемых земель орошаются.
Агропромышленный комплекс весьма однобок и включает в себя только сельское хозяйство, которое представлено 35 фермерскими и 1723 личными подсобными хозяйствами.
Растениеводство. Структура земледелия развито выращивание: зерновых (пшеница, рис, ячмень), технических (подсолнух) и овощебахчевых культур (картофель, капуста, помидор, перец, арбуз, дыня и т. д.), а также виноградарство. Кроме того, для внутренних нужд села развивается: грибоводство, садоводство, выращивание зернобобовых и кормовых культур.
Животноводство. Промышленное значение имеют отрасли свиноводства, птицеводства, скотоводства (молочный и мясной средний и большой рогатый скот) и аквакультура. Развивается пчеловодство, кролиководство.

### Сфера услуг
Торговые услуги. На начало 2011 года на территории Шевченкова розничную торговлю продовольственными и непродовольственными товарами осуществляют 253 юридических и физических лица. В их ведении находится 36 стационарных торговых точек-магазинов, 5 торговых павильонов и киосков, 7 отделов и лотков внутри стационарных магазинов, 2 базы строительных материалов, а также стихийный потребительский рынок смешанного ассортимента с торговой площадью около 3000 м².
Кроме того, в селе функционируют 12 единиц общественного питания — школьная столовая на 36 посадочных мест, 3 бара на 76 посадочных мест, 5 кафе на 139 посадочных мест и закусочная на 26 мест, также действует банкетный зал предварительного заказа, вместимостью — 150 человек.
Основная масса торговых и барно-ресторанных объектов сосредоточенна в центре села, вдоль улицы Музыки/Калинина: магазины «Тюльпан», «Тюльпан-2», Сарепта, Дубок-2, Наташа, Кристалл, Мечта, Поляна, Сальвадор, бары «Кармен», «Белый континент», «Кристал», Чайная, кафе «Зустрич», «Шевченкове» и др.
Гостиничные услуги. В селе Шевченково имеется двухзвёздочная гостиница (Cat C ) — малобюджетная гостиница с 15 однотипными номерами и минимальным перечнем услуг: комнаты меблированные, ежедневная уборкой номеров, есть санузел и холодильник.
Бытовые услуги. На территории Шевченкова 9 предприятий оказывают бытовые услуги. В видовой структуре бытовых услуг выделяются парикмахерские услуги, ремонт и техническое обслуживание автотранспортных средств, пошив и ремонт швейных изделий, ремонт бытовой техники и предметов домашнего обихода, а также Интернет-услуги.
Автомобильный транспорт. Шевченково — важный автотранспортный узел Килийского района. Село стоит на пересечении главных региональных автомагистралей: T-16-28 Измаил — Вилково (Запад — Восток) и T-16-30 Килия — Спасское (Юг — Север). В 32 километрах проходит транспортный коридор Черноморского экономического сотрудничества (Рени — Измаил — Одесса — Николаев — Херсон — Мелитополь — Бердянск — Мариуполь — Новоазовск).
Внешние и внутренние связи обеспечиваются исключительно автомобильными путями. Автодороги, связывающие Шевченково с ближайшими населёнными пунктами, с асфальтированным покрытием, кроме пути Шевченково — Василевка, где дорога грунтовая грейдированная.
Расстояние между населёнными пунктами измеряется расстоянием автодорогой между их главпочтампами. До районного центра (Килия) оно составляет 12 км. Расстояние до областного административного центра (Одесса) — примерно 131 км физически, по автодороге — 183 км.
Водный и железнодорожный транспорт. На расстоянии 15 км проходит речной кордон Украины с Румынией, однако ближайший таможенный пропускной пункт находится в Рени в 119 км, а морской торговый порт — Усть-Дунайск в Вилково в 38 км. В 23 км размещена станция Дзинилор Измаильского отделения Одесской железной дороги.

### Здравоохранение

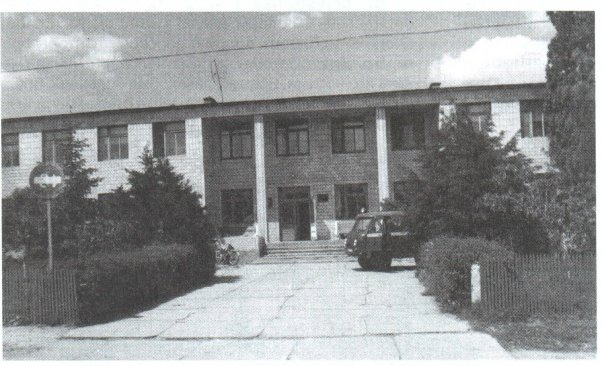
Шевченковская больница

В настоящее время в Шевченкове действует больничная амбулатория

### Образование
В Шевченково действуют две государственные общеобразовательные школы I—III степени: ООШ № 1 и ООШ № 2. С 2004 года возобновлена работа дошкольного образовательного учреждения ясли-сад «Тополёк».

### Религия

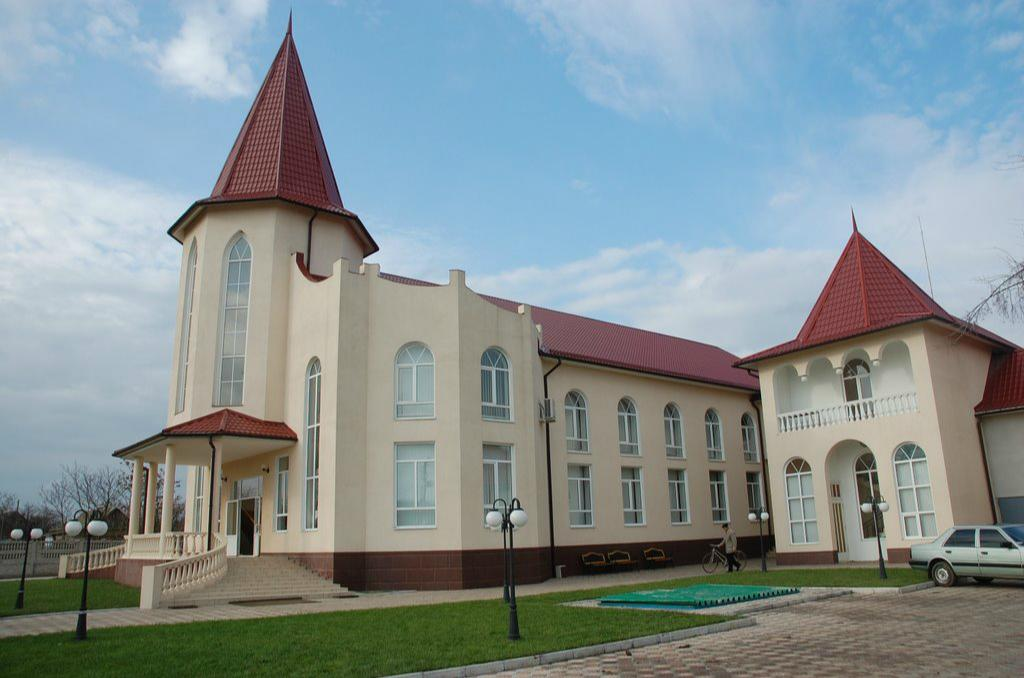
Молитвенный дом

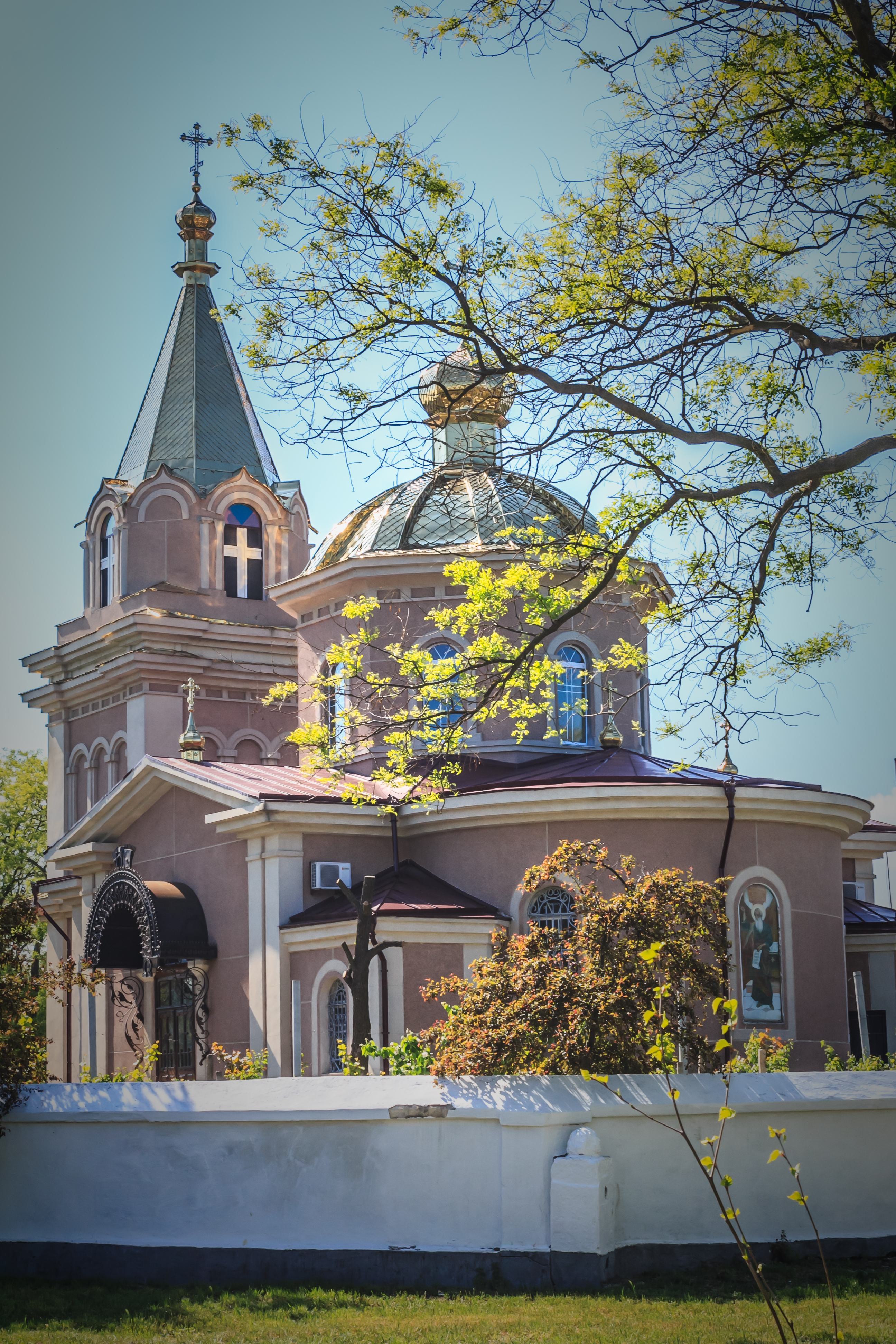
Храм Иоанна Богослова

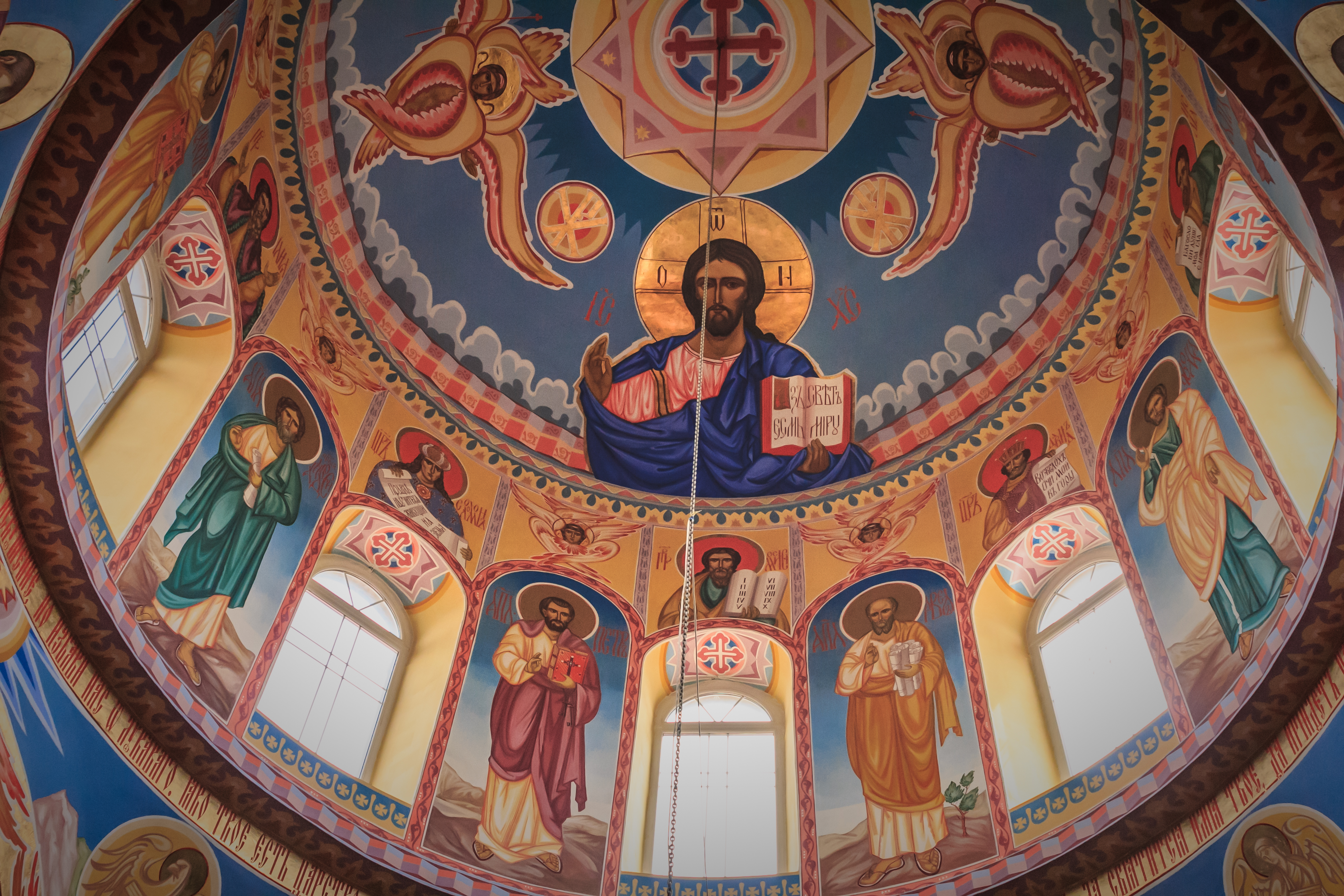
Храм Иоанна Богослова

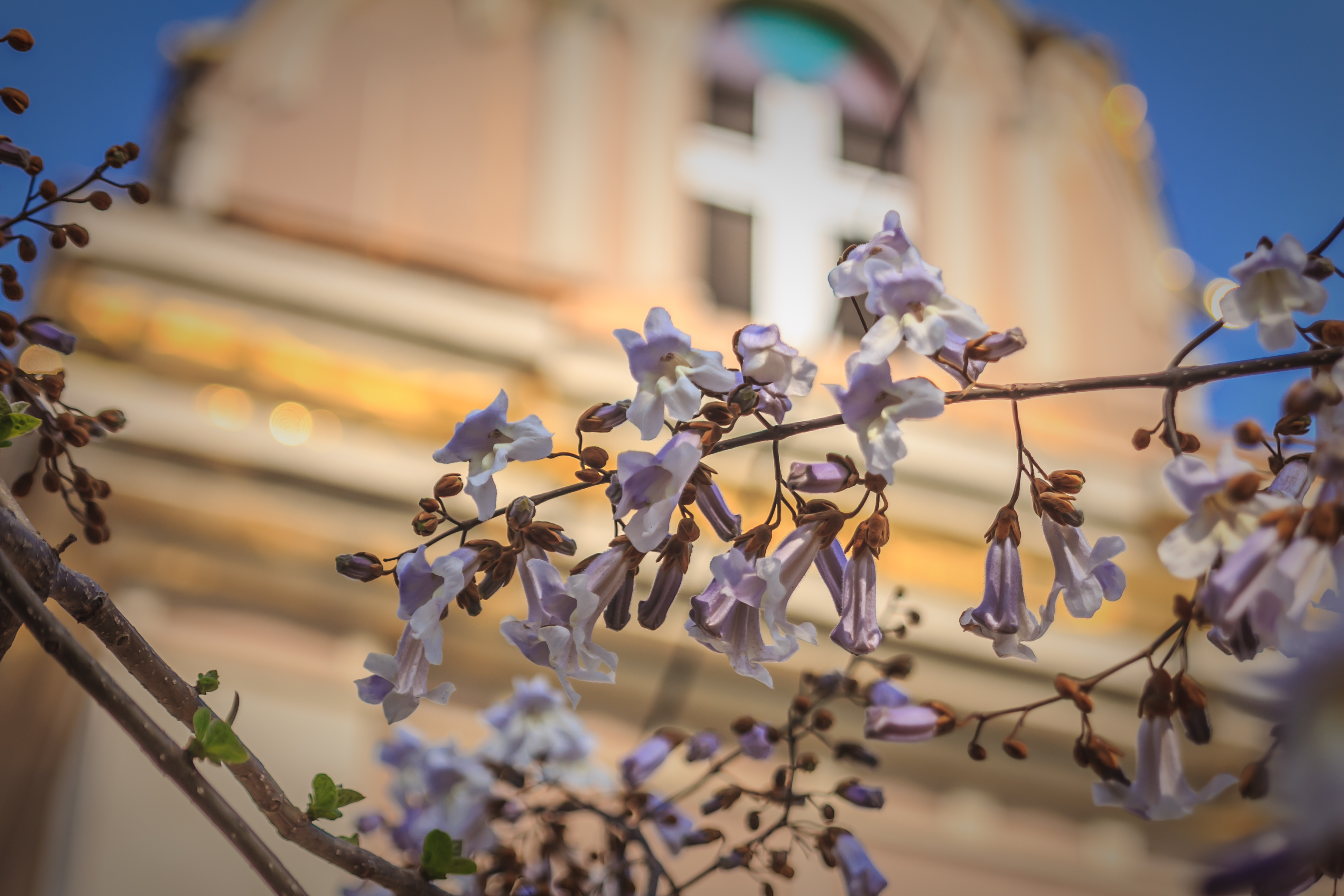

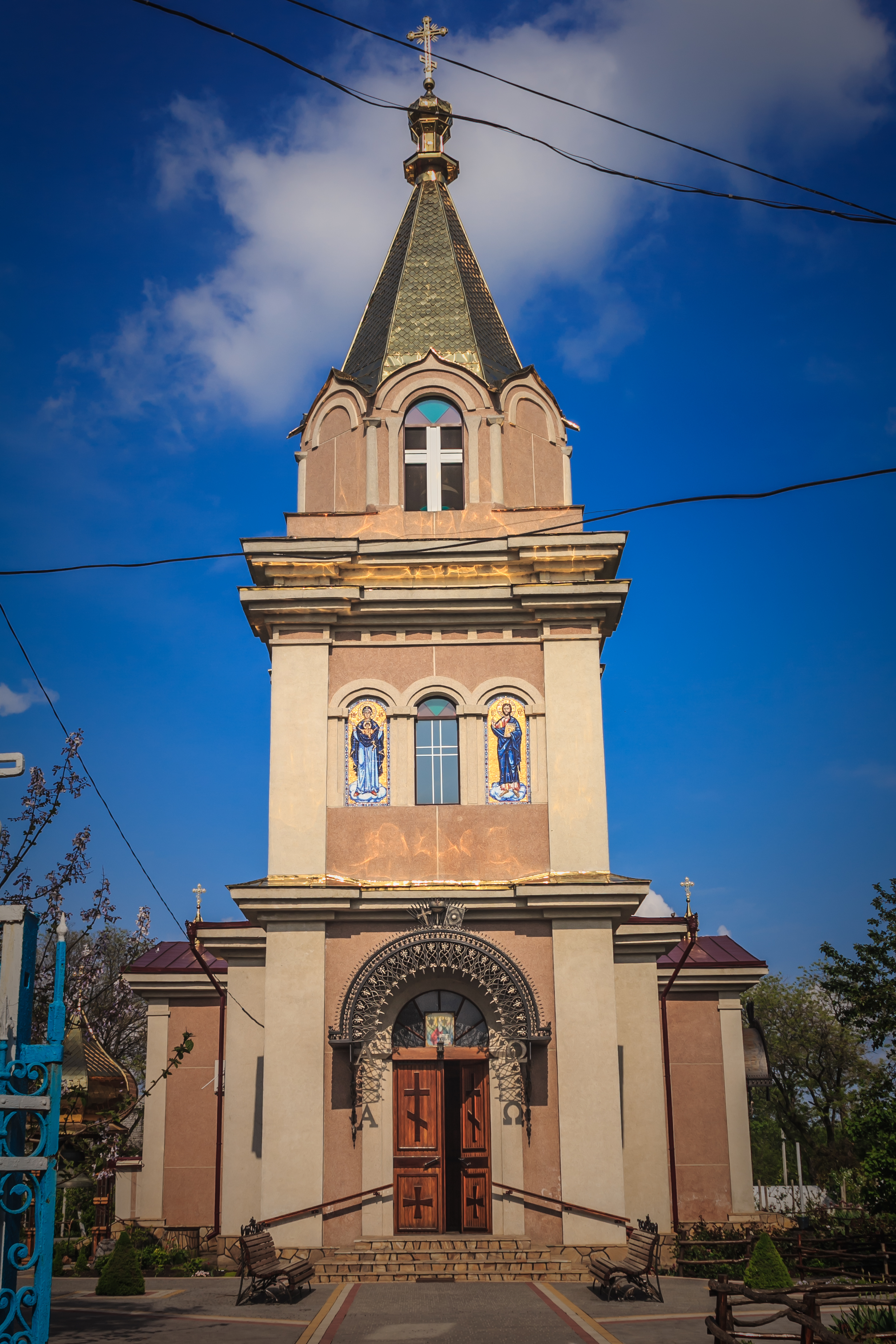

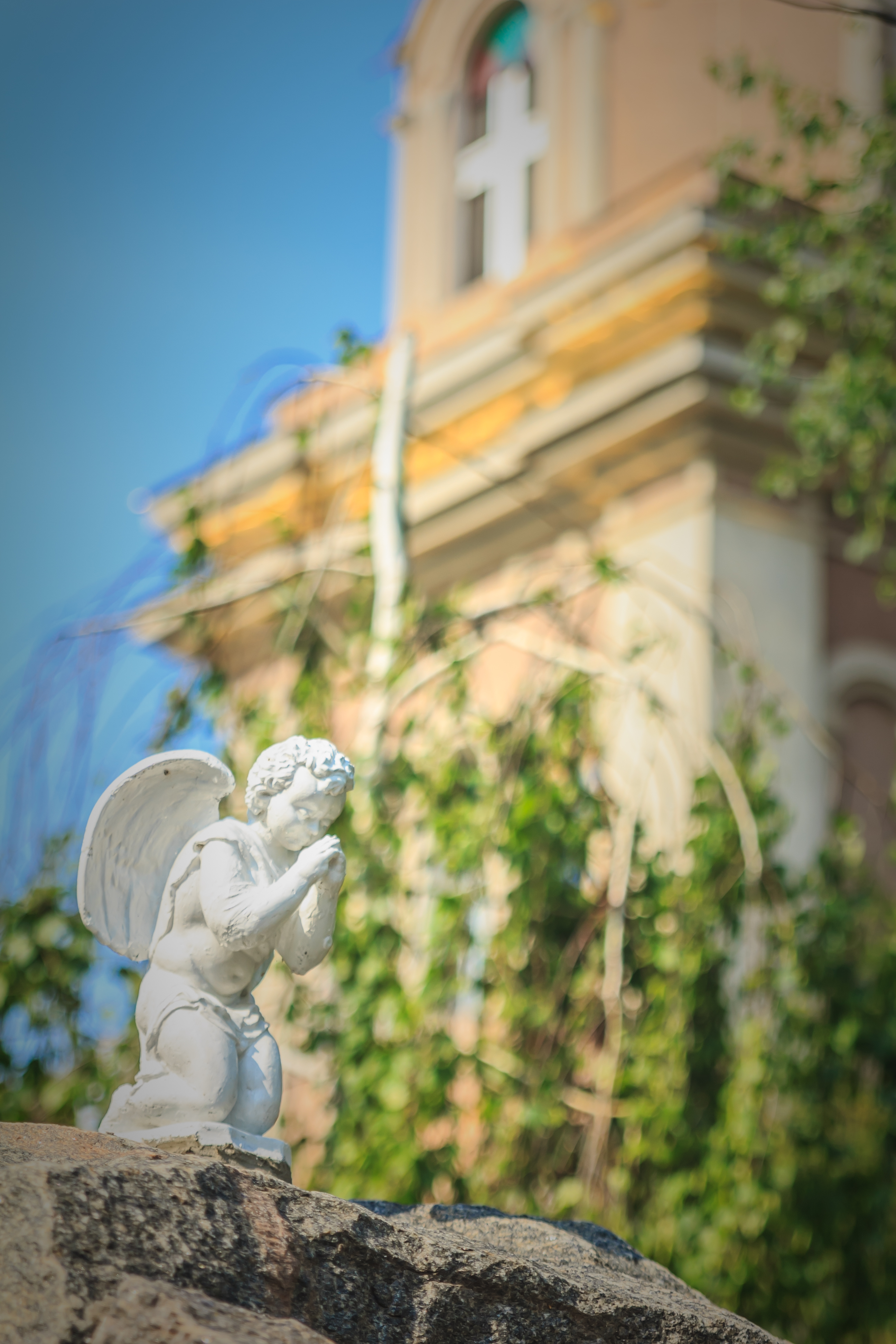
Храм Иоанна Богослова

В Шевченково действуют четыре прихода верующих:
- Иоано-Богословский храм Украинской православной церкви, который входит в Центральное благочиние Одесской и Измаильской епархии.
- Молитвенный Дом христиан веры евангельской, последователи пятидесятничества, одного из направлений протестантизма.
- Молитвенный Дом евангелистов христиан-баптистов и церковь «Благая весть».

### Культура
- Дом культуры.

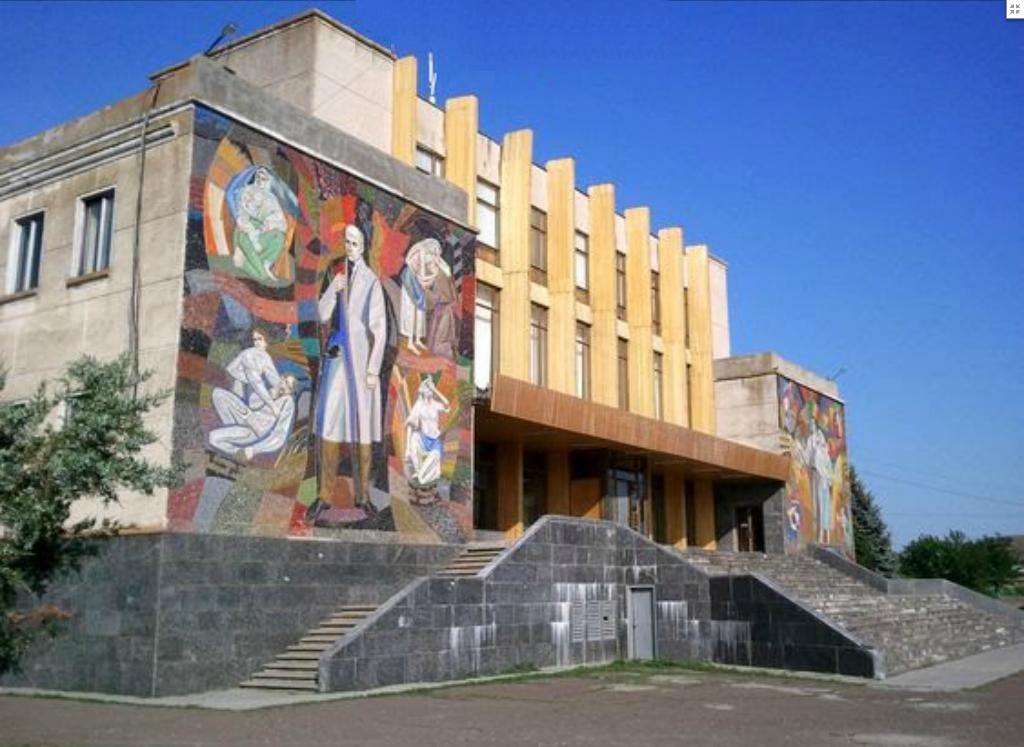
Шевченковский Дом Культуры

- Шевченковская публичная библиотека.

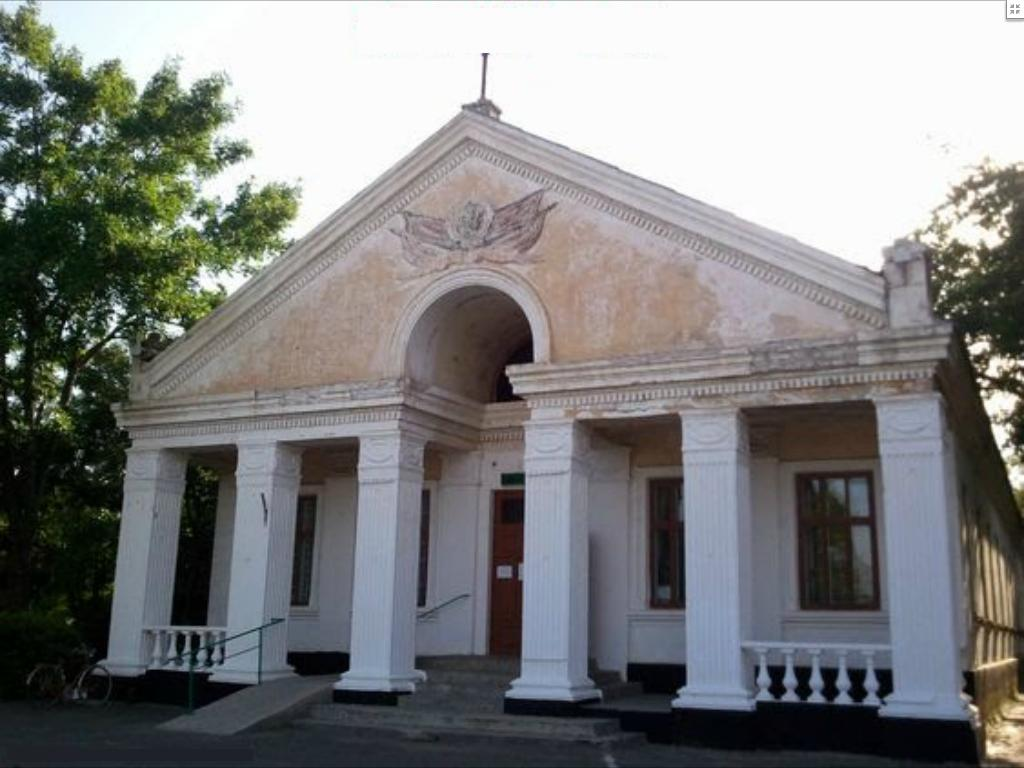
Шевченковская библиотека

- Музыкальная школа, филиал Килийской музыкальной школы,
- музей Истории села Шевченково

#### Достопримечательности
На улицах и площадях Шевченкова стоит целый ряд памятников, монументов, мест и строений, среди которых:

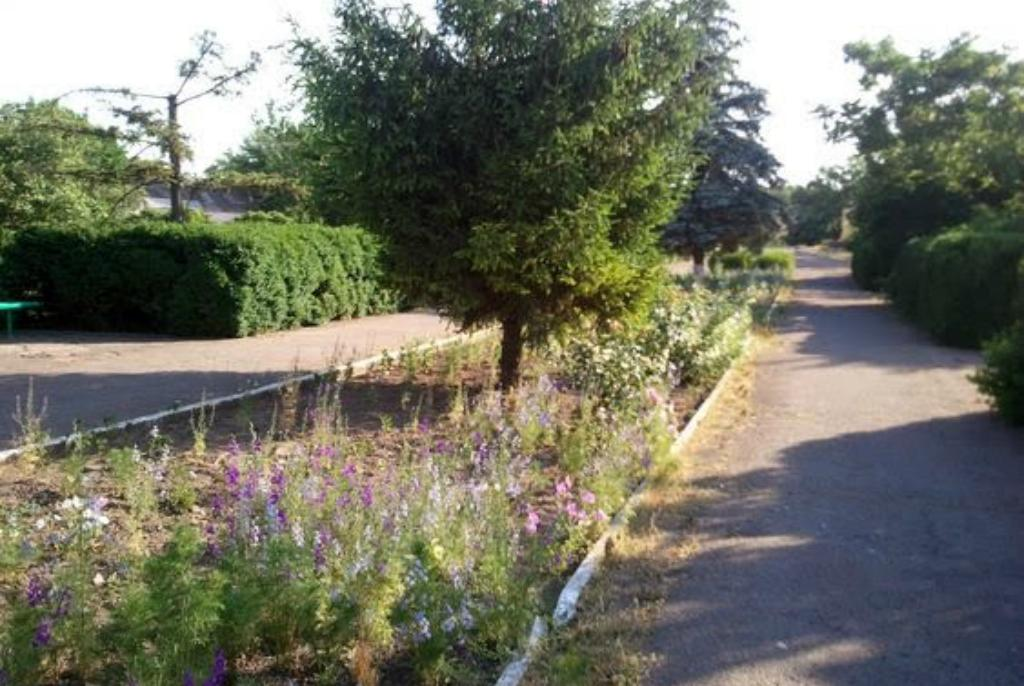
Шевченковский парк
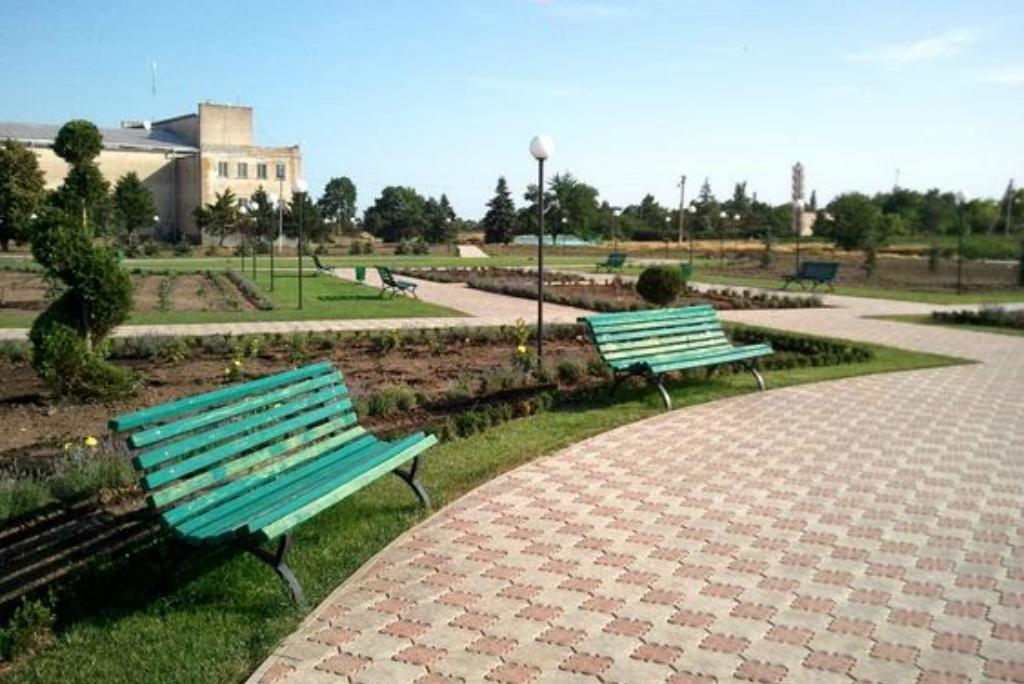
Парк развлечений
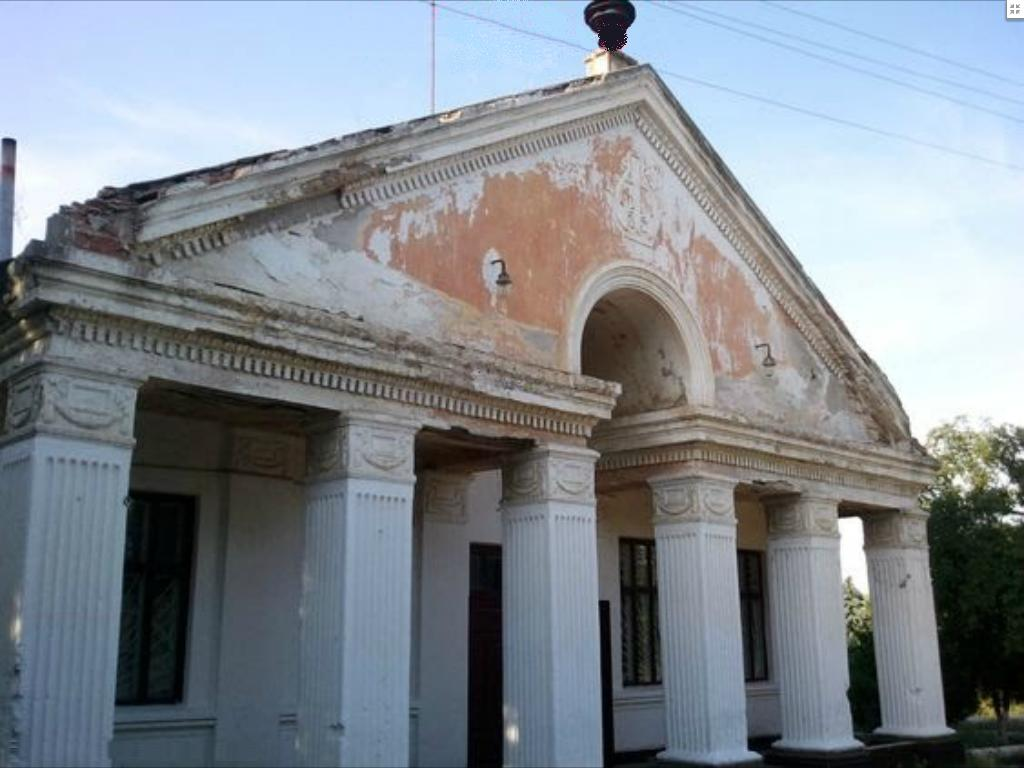
Дворец пионеров
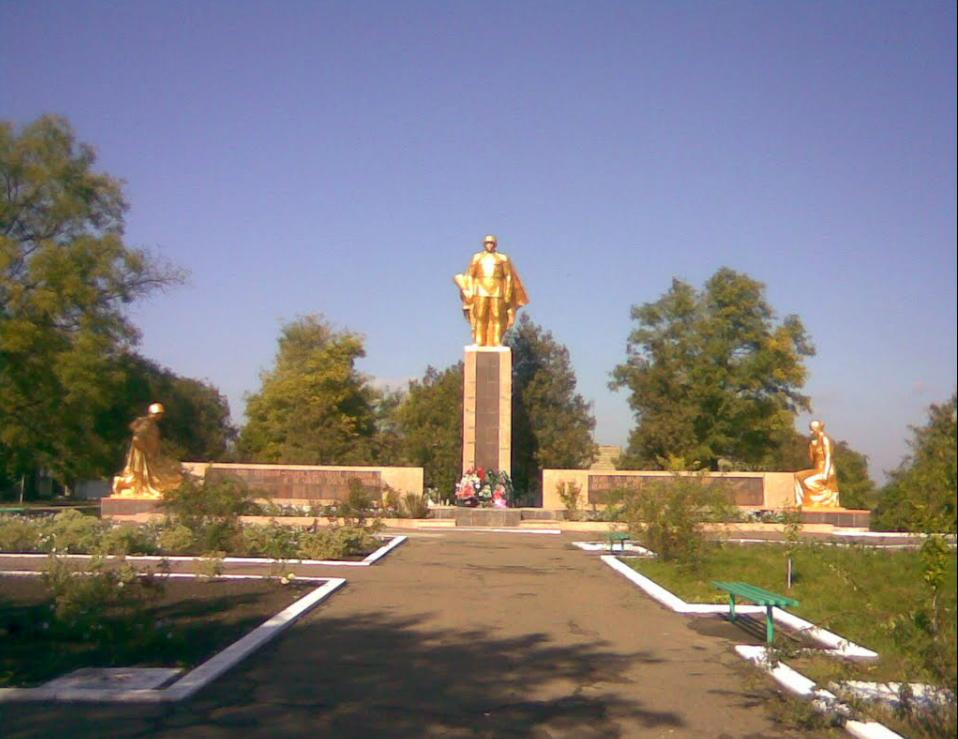
Мемориальный комплекс «Павшим в Отечественной войне» и Вечный огонь
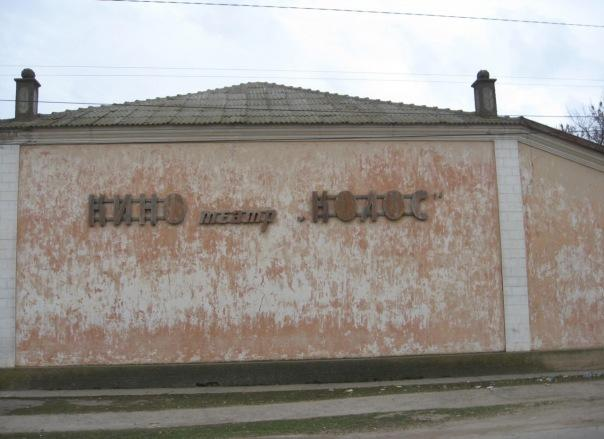
Кинотеатр "Колос"
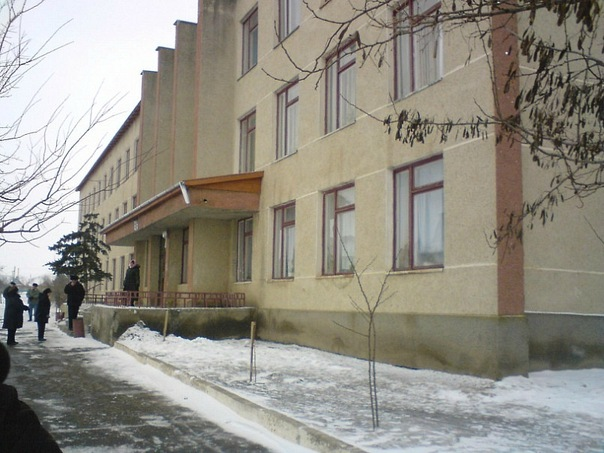
Шевченковская общеобразовательная школа № 2
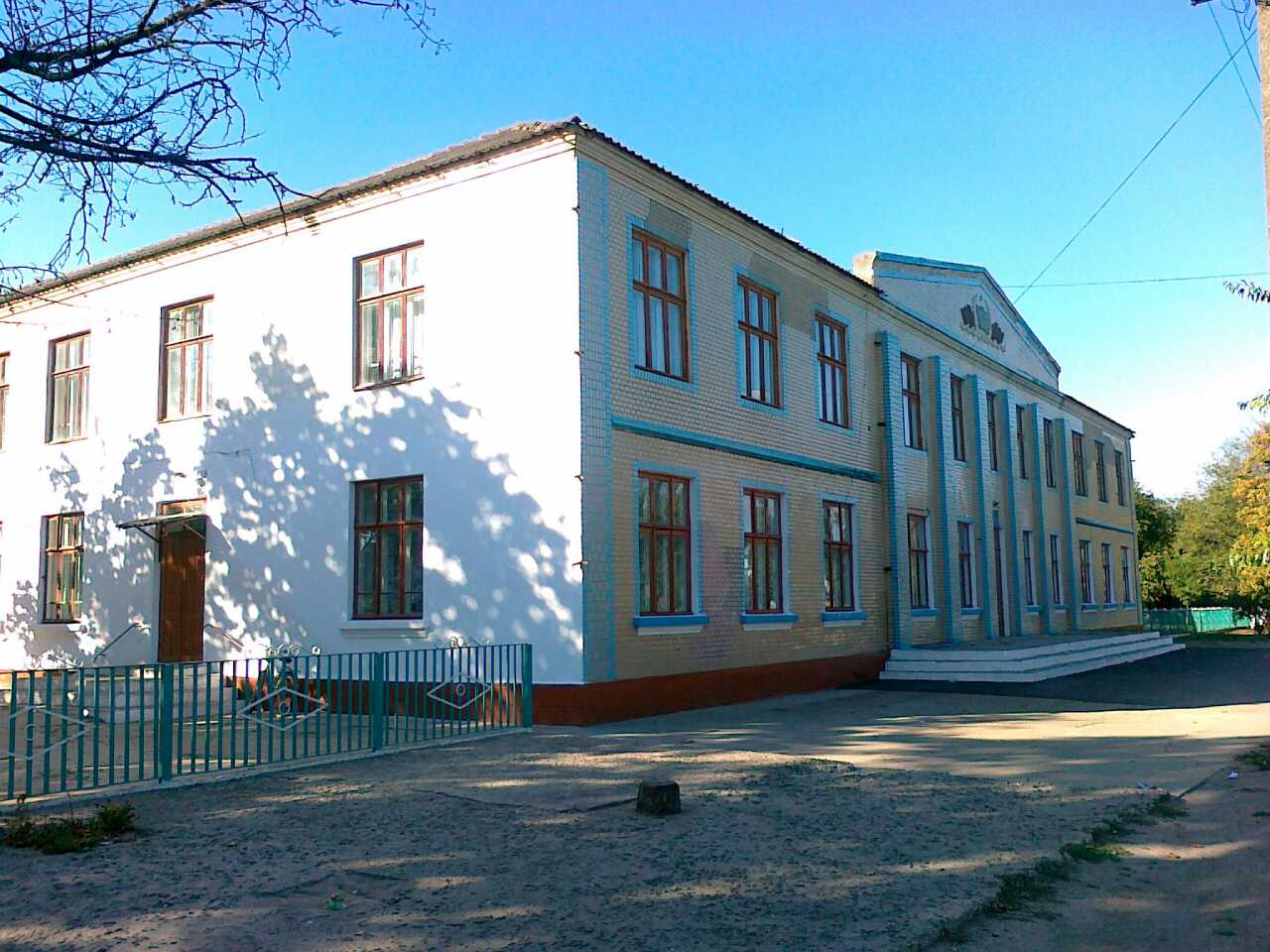
Шевченковская общеобразовательная школа № 1
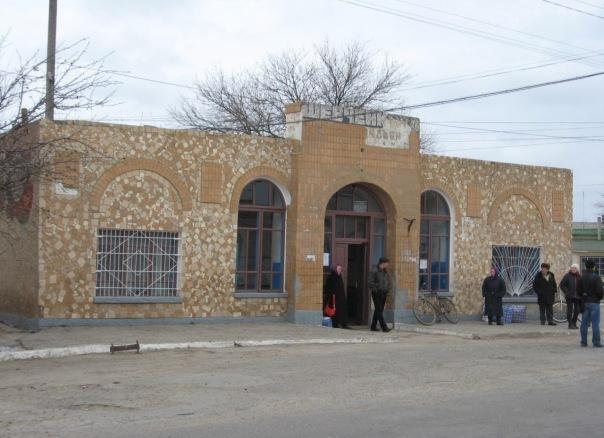
Автостанция "Шевченково"
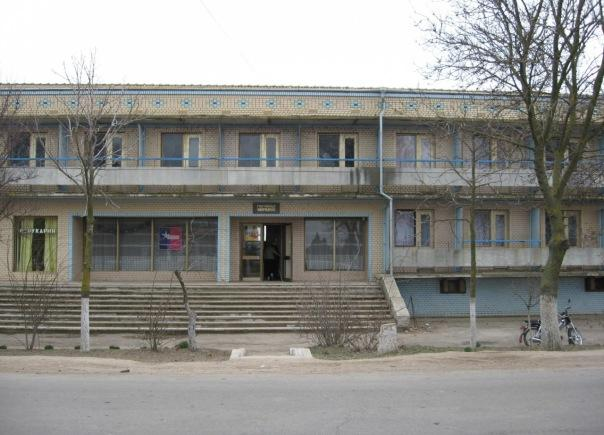
Шевченковская гостиница
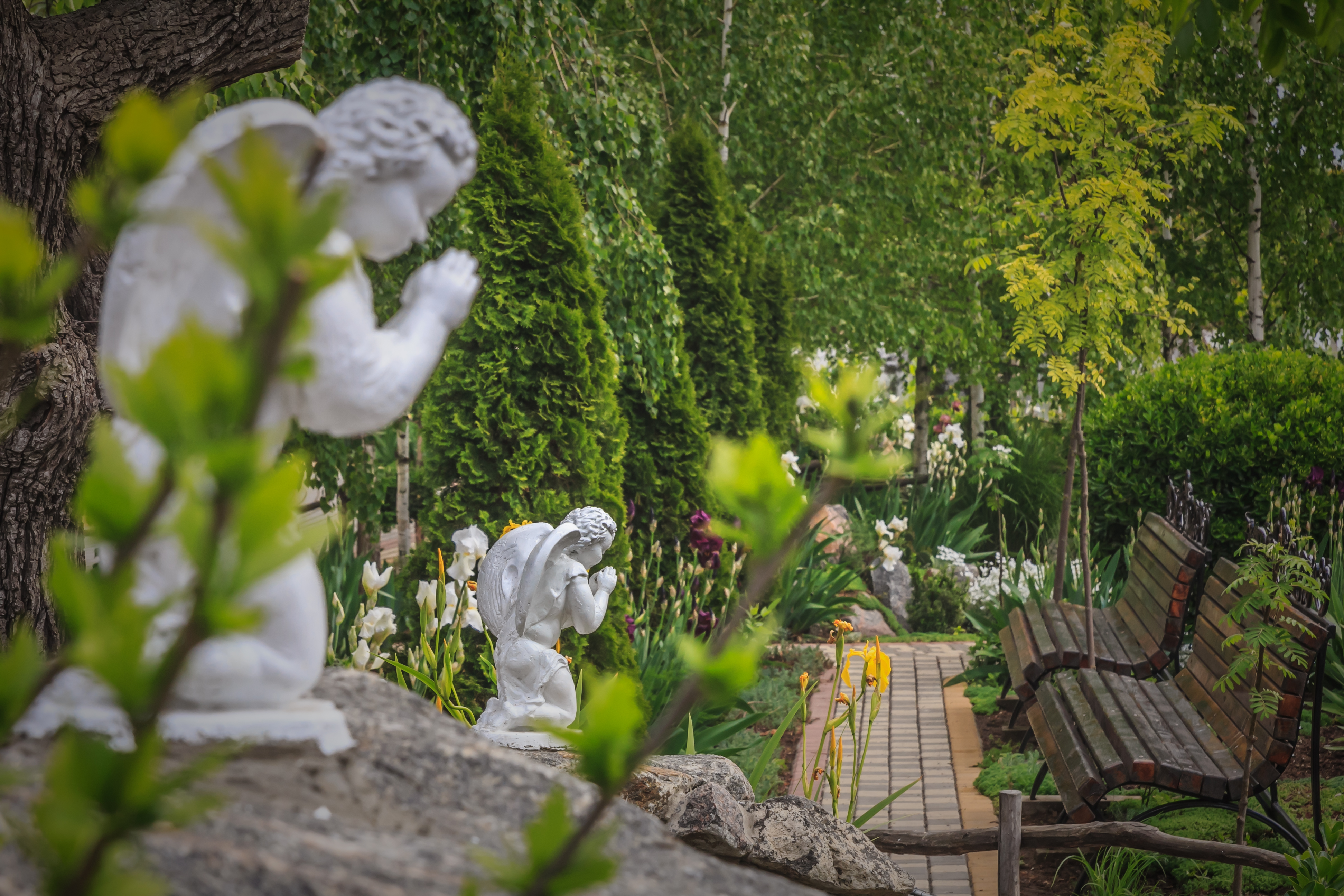
Храм Иоанна Богослова
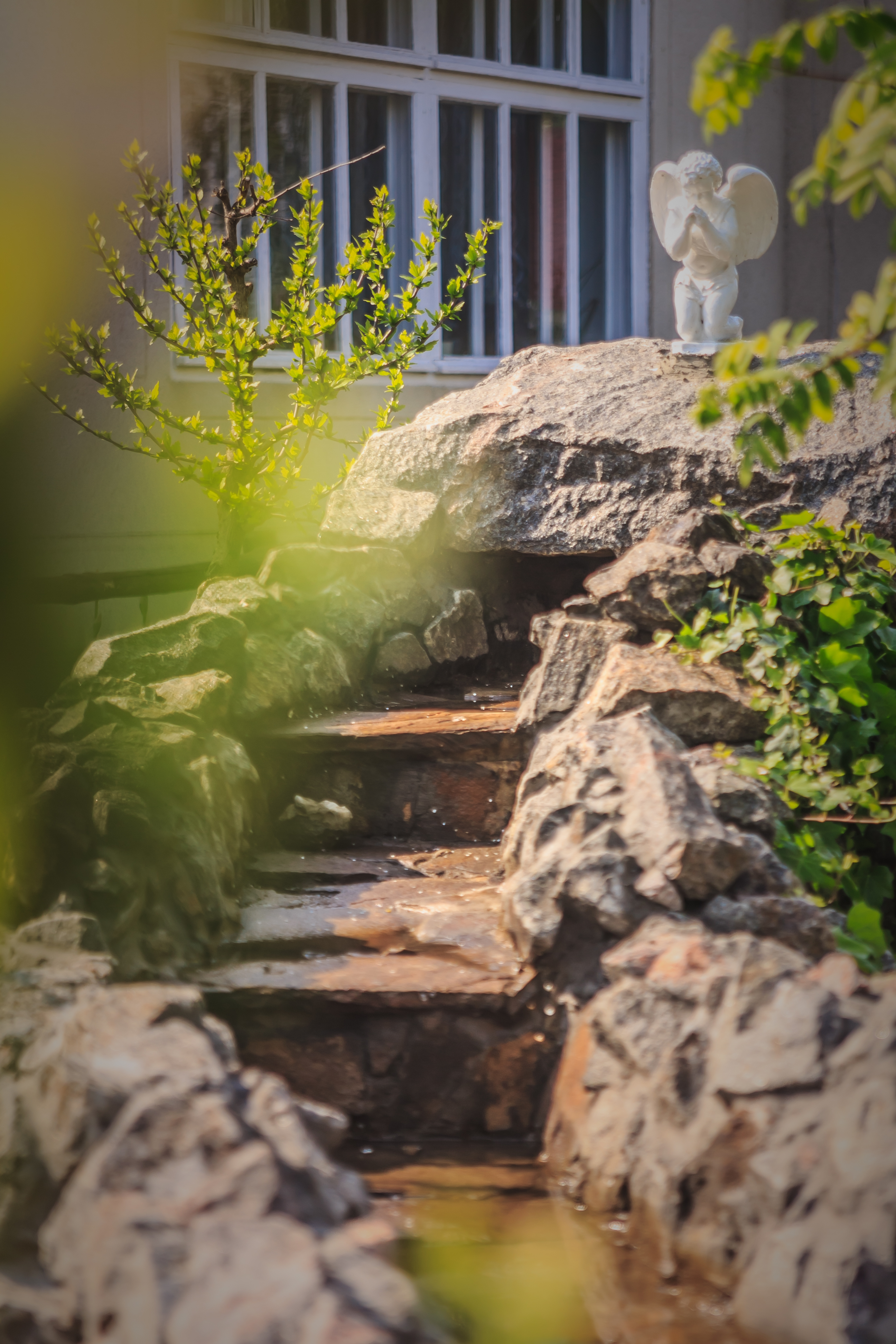
Храм Иоанна Богослова
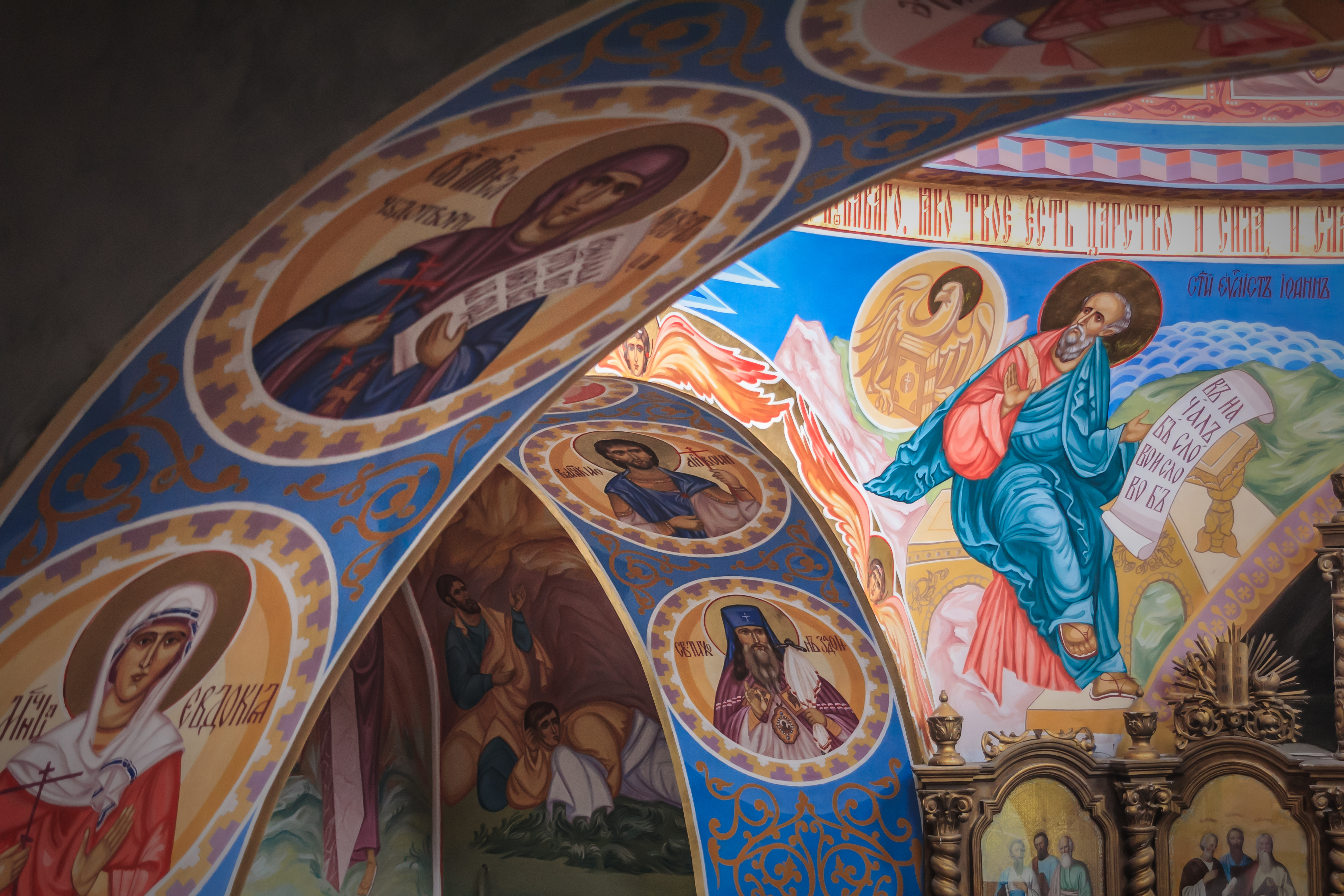
Храм Иоанна Богослова
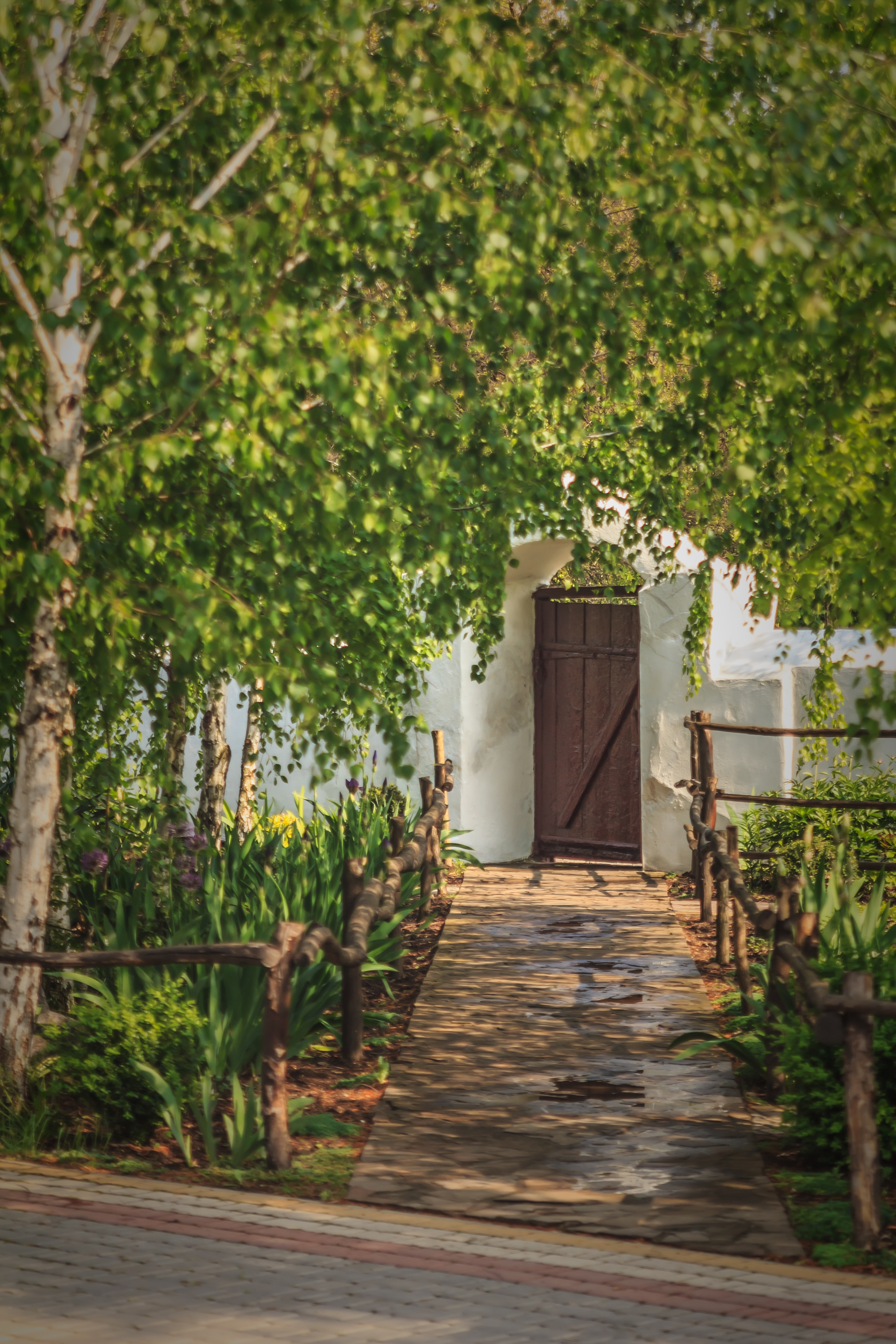
Храм Иоанна Богослова
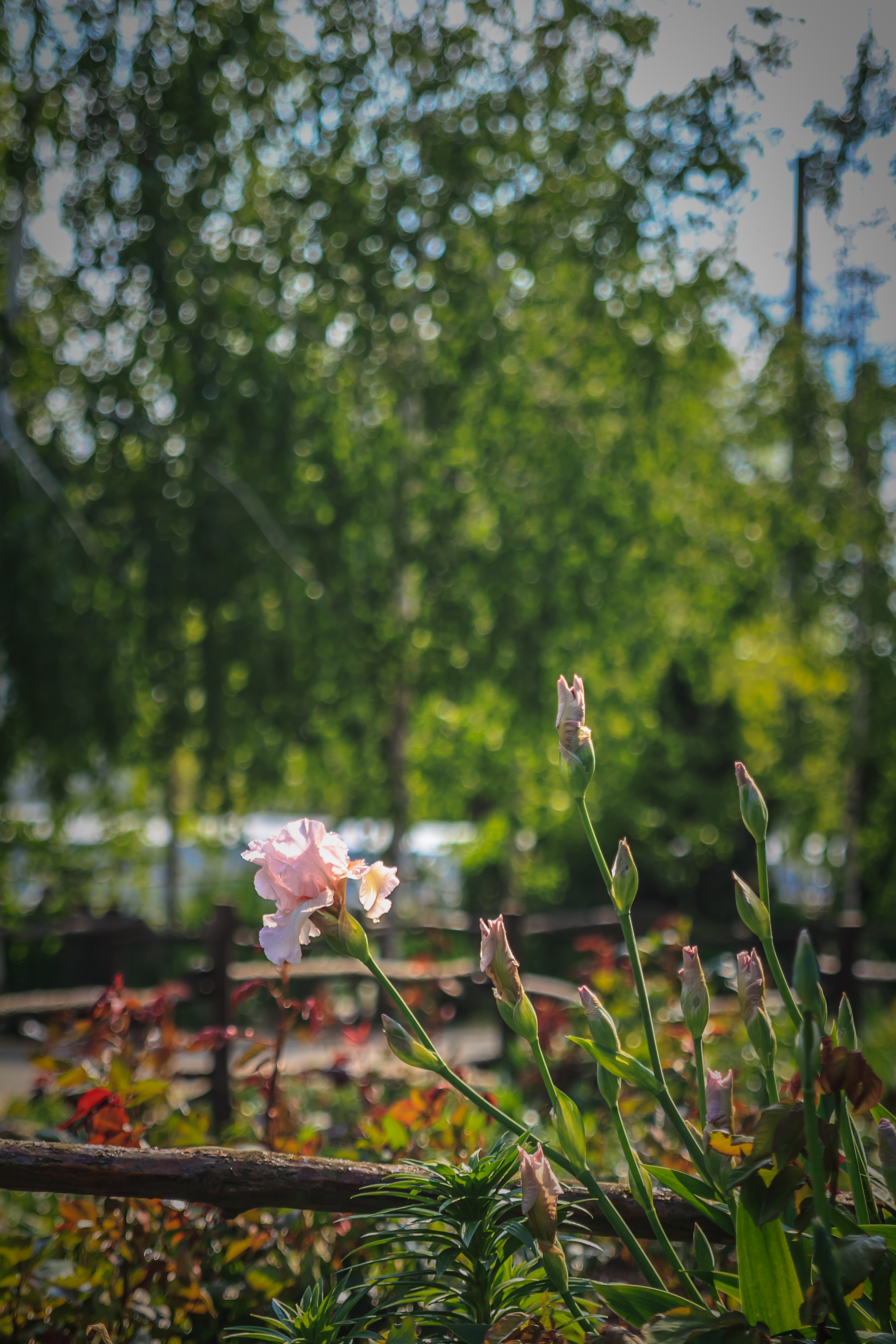
Храм Иоанна Богослова
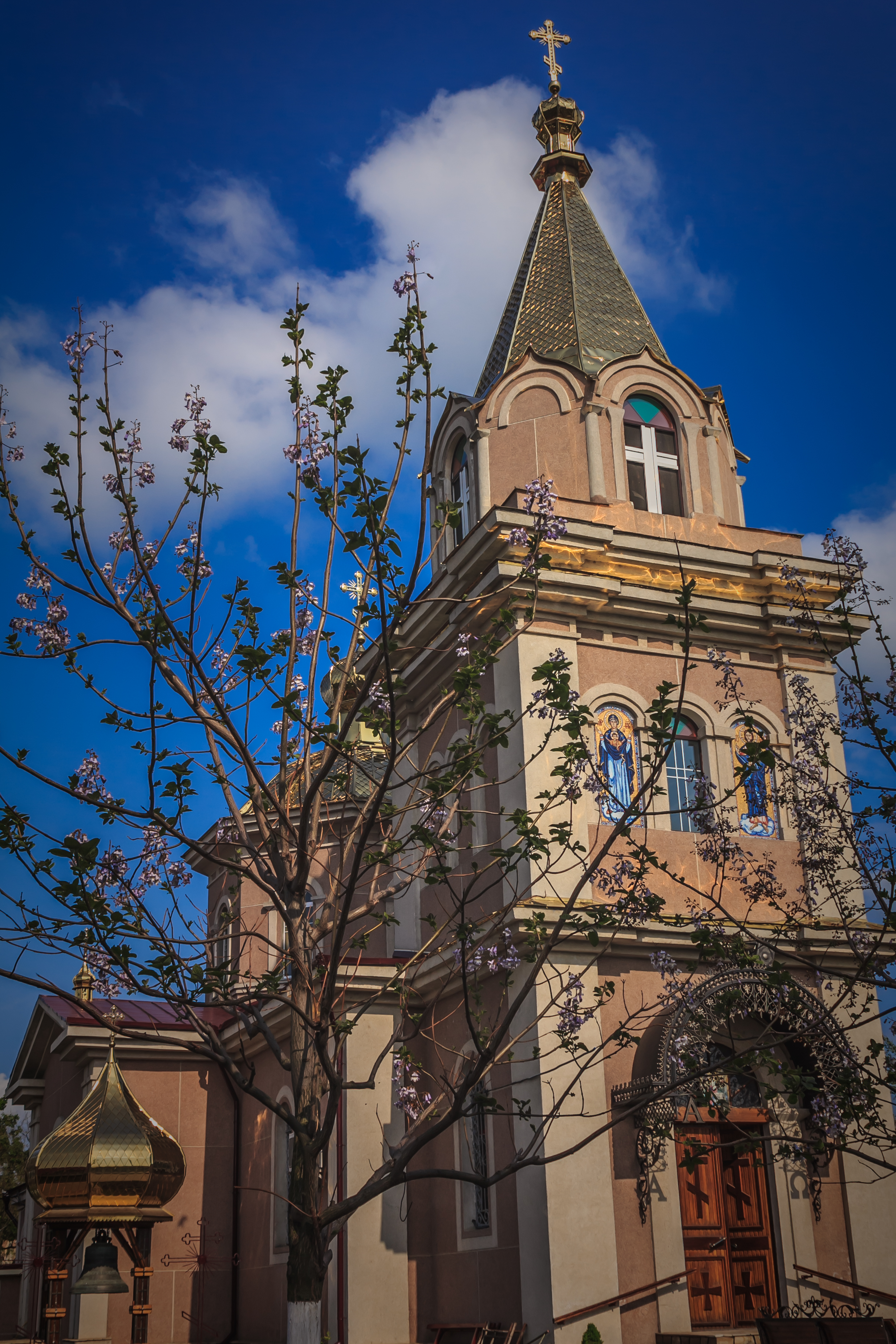
Храм Иоанна Богослова
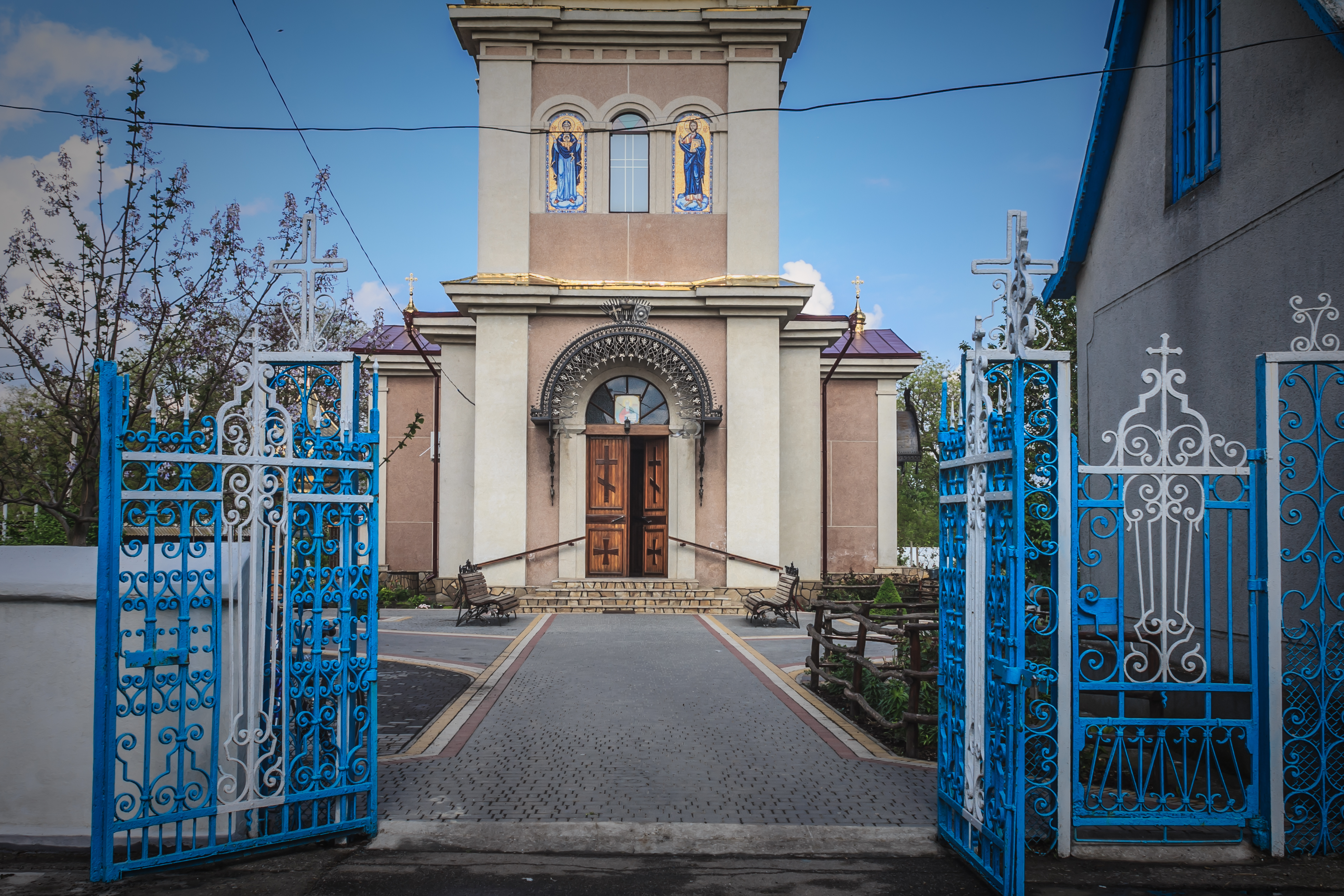
Храм Иоанна Богослова
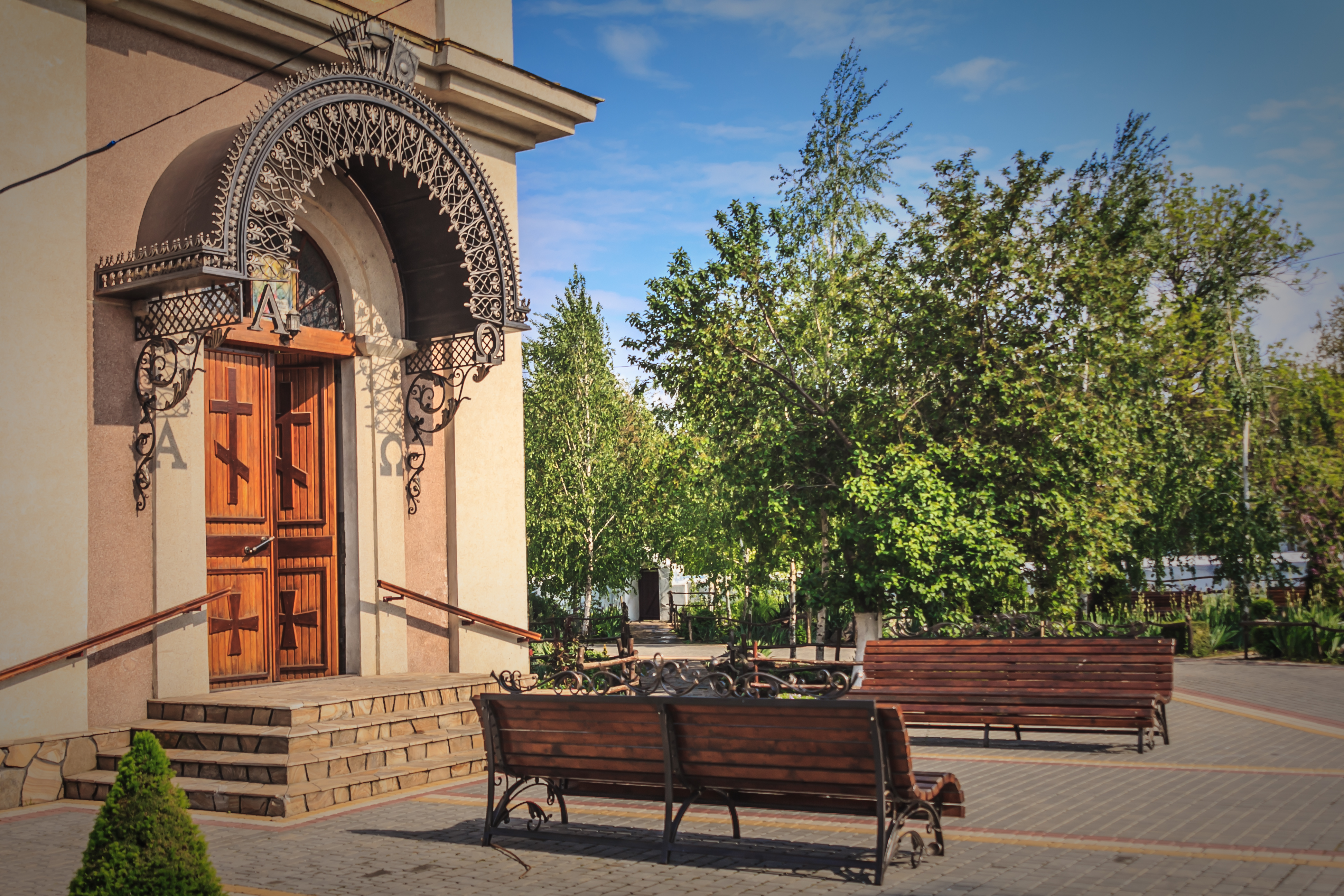
Храм Иоанна Богослова

### Спорт
На территории села размещен открытый футбольный стадион, с естественным покрытием, рассчитан более чем на шестьсот мест, известен численными победами местной футбольной команды «Украина» (с 1996 года — «Украина-Союз»). В здании Дома Культуры находится спортивный зал, оснащённый кардиосиловыми тренажерами, матовым покрытием, штангами, в полном комплекте гантельным рядом, бильярдным и теннисными столами. Также имеется «Спортивный городок» — спортивная площадка с асфальтированной беговой дорожкой и разнообразным атлетическим снаряжением.
Функционирует ряд детско-юношеских спортивных секций: по настольному теннису, легкой атлетике, баскетболу, волейболу, шахматам и шашкам, а также школа боевых искусств, французский кикбоксинг — Сават.

### Османская империя (1538—1812)

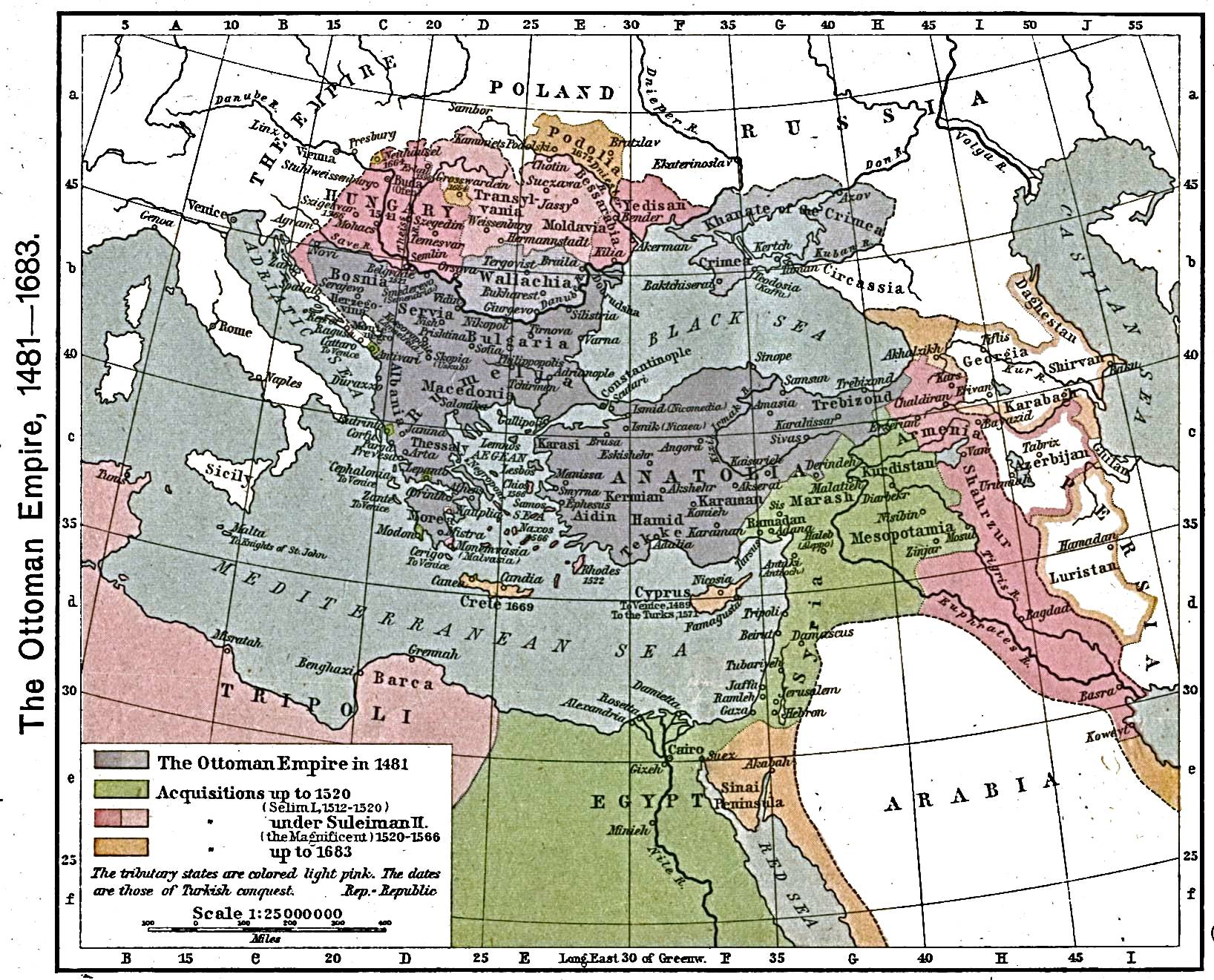
Карта Османской империи в XV—XVII веках

В XVI—XVIII веках на захваченные Оттоманской империей у Молдавского княжества земли Буджака поселяются турецкие военные солдаты (тимаристы), которые за доход тимара-земли обязаны были нести службу в конно-пехотных отрядах турецкой армии. В административном отношении территория получает статус райи с центром в городе Килия. Так в 1776 году территорию нынешнего села Шевченково получил во владение генерал турецкой армии Кара Махмет. Двух бунчужный паша Кара Махмет, последний турецкий комендант Килийской крепости, в 3 км от восточной границы села Шевченково владел поместьем и соорудил мечеть. О дославянской жизни на территории современно Шевченково подтверждают раскопки Курганской группы на юге села, которые исследовал в 1963 году Николай Шмогый.
Основание села Кара-Махмет. Возникновение украинских поселений на территории Буджакского района провинции (вилайета) Силистирии (Силистра, Ози) Османской империи происходило в несколько этапов.
Первая волна связана с ликвидацией Запорожского казачества. В апреле 1775 года на совете при императорском дворе утверждено решение о ликвидации Казацкой республики. На протяжении 10 (21) мая — 28 мая (8 июня) 1775 года реализовывалась военная операция с ликвидации Запорожской Сечи. Задействовав около 100 тыс. военных, царские войска захватили территорию Запорожья, разогнав казаков и разорив их поместья. Часть казаков (около 8000 человек) перекочевали в дельту Дуная и за Дунай, основав во владениях Османской империи свой кош сначала в Сейменах (на Дунае, в пределах Турции, между Силистрией и Гирсовой), затем в Дунавце (в 1814 году, выбив «некрасовцев» с города) Задунайскую Сечь. Порта предоставила им свободу от податей и повинностей, собственный суд и расправу, с обязательством воевать с Российской империей. Турецкое подданство казаков использовалось для защиты северных рубежей Османской империи в гарнизоне крепости Рущука в Русско-турецкой войне 1806—1812 годах, а также для подавления национально-освободительных движений народов Балканского полуострова: в 1817 году они участвовали в походе турецких войск против сербов, в 1821 году — против греков. Вокруг Задунайской Сечи образовалось из украинских выходцев такое же семейное и в основном земледельческое население, какое в своё время группировалось вокруг Днепровской Сечи, основались села Новая Килия, Дракуля, Китай, Ча-мушир, Гасан-Аспага, Еникой, Чичма, Карачук, Галилешты и др.
На расстоянии от турецкого поместья Кара Махмета в 1778 году на берегах балки Течия появились первые поселения, основанные шестью семьями Запорожских казаков: Зайвый (прозвище, настоящая фамилия Гречкосей), Маслянка (Бабенко), Дуднык (Кушниренко), Ганзюк (Бабенко), Вень (Дрибноход) и Спивднюк (Сватаненко). В 1790 году поселение переросло в село и за давней украинской традицией называлось Слобода. 12 (23) апреля 1790 года считается официальным днём основания села Кара-Махмет.

### Российская империя (1812—1856)

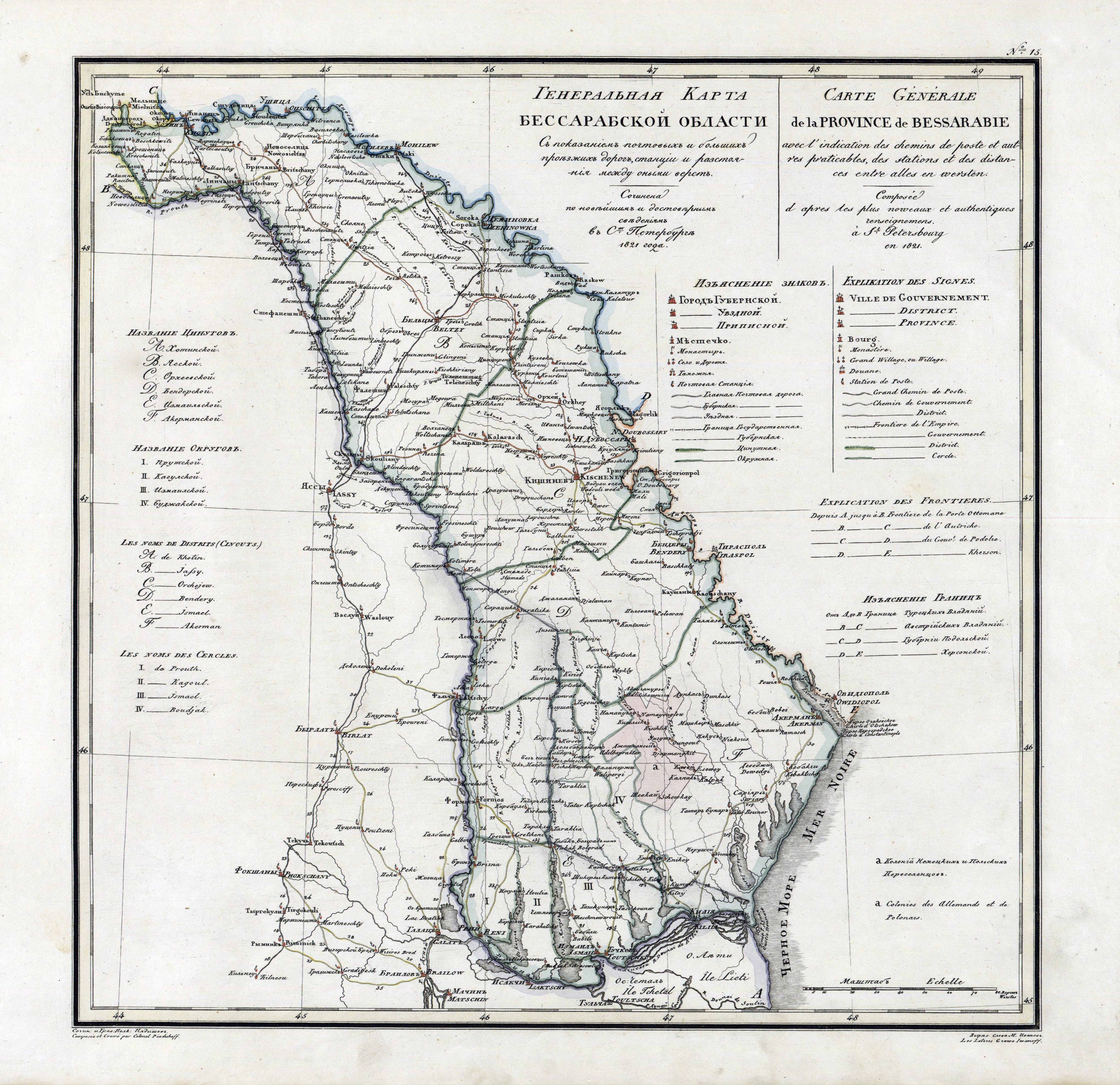
Карта Бессарабской области в составе Российской империи

Во второй половине XVIII — в первой половине XIX столетиях на территории Придунавья проходит ряд сражений русско-турецких войн. В результате победы Российской империи в русско-турецкой войне 1768—1774, за Кючук-Кайнарджийским мирным договором за Россией признается право защиты и покровительства христиан в дунайских княжествах, однако территория всё ещё остается во владениях Турции.
18 (29) октября 1790 года, в ходе русско-турецкой войны 1787—1791 годов, крепость Килия, контролировавшая нижнюю часть устья Дуная, была сдана русским войскам под командованием генерала И. В. Гудовича. Паша Кара Махмет скрылся в Измаиле, однако после штурма города А. С. Суворовым в декабре того же года был убит. В Килие действовала дивизия под командованием герцога Ришельё, генерал-губернатора Новороссийского края, вследствие чего город стал центром формированием волонтёрских полков Усть-Дунайского казачьего войска. На сегодняшний день Крепость полностью разрушена, от неё остался водяной ров и одна из башен.
С 1806 года начинается массовое выселение турок, татар и ногайцев с Придунавья и интенсивным заселением славян. Для этой цели поселенцам царскими властями предоставляется ряд льгот: 60 десятин земли на хозяйство, освобождение от всех повинностей на 10 лет и свобода вероисповедания.
Успешная военная кампания российского фельдмаршала М. И. Кутузова в русско-турецкой войне 1806—1812 годов позволила территории Дунайско-Пруто-Днестровского междуречья перейти в пользу России, что было закреплено 16 (28) мая 1812 года Бухарестским мирным договором. Уже в 1813 году село Кара-Махмед имеет официальный статус в составе Килийского округа, с 1818 — Бессарабской области (до 1812 года Бессарабией называли лишь южную часть междуречья Дуная, Прута и Днестра — Буджак).
Вторая волна переселения украинцев. 8 (20) мая 1828 года последний кошевой Задунайской Сечи О. М. Гладкий с небольшим числом единомышленников переправился в Измаил и в ставке Николая I в Измаиле вернул подданство России. После измены Гладкого, подкреплённой сдачей русским крепости Исакчу (сейчас Румыния), турки уничтожили Задунайскую сечь, самоуправление выходцев с Украины, раскассировали войско и разогнали жителей. Оставшиеся запорожцы вернулись на Буджак (около 20 000 беглецов), в том числе и у Кара-Махмет, но уже не как казаки, а мужиками. До настоящего времени сохранились более 30 поселений Задунавья: Мургуиль, оба Дунавца, Телица, Черкасская Слава, Старая Килия, Катирлез, Сатунов, Кара-Орман, Тулча и др., где широко распространен украинский язык.

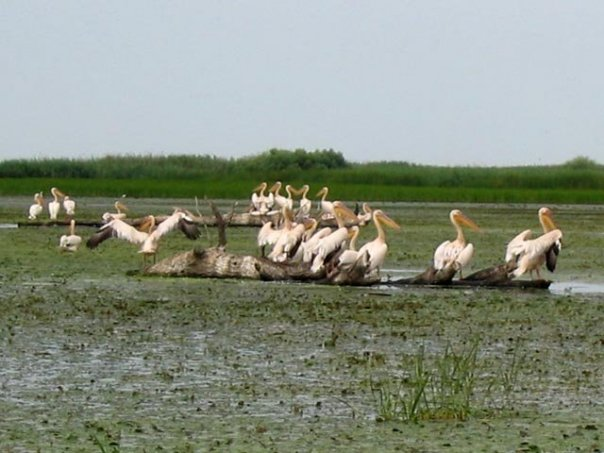
Стенцовские плавни

С 1783 года указом Екатерины II на Левобережной и Слободской Украине было введено крепостное право. В это время на Левобережье появляется ярко выраженная дворянская прослойка, которая появилась из числа бывшей казацкой старшины. Для того, чтобы обеспечить себе их поддержку, царское правительство даровало им все те права, которые имели российские дворяне. До конца XVIII века положение крестьян ухудшилось, усиливается эксплуатация и жестокость помещиков. В этих случаях крестьяне отказывались от выполнения барщинных работ или от уплаты оброка. В первой половине XIX века, желая освободиться от крепостной зависимости, усиливается борьба крестьян против крепостного права, которая находила своё выражение в массовом движении, в индивидуальном терроре свободного населения, иногда приобретала характер партизанского движения (движение Устима Кармелюка 1832—1835 гг). Также одной из наиболее частых форм протеста против крепостного права было стремление крестьян к переселениям. Так, в 20—30-е года XIX столетия помещичьи крестьяне ряда губерний Малороссии, в особенности Юго-Западного края направляются в Новороссию и Южною Бессарабию, где крепостное право отсутствовало. В данных условиях в Кара-Махмед 1827 году поселяются Слипченко-Мышелов, Комнатные, Ильченко-Печенки, Чумаченки-Руденки, Чумаченки-Бидные, Чумаченки-Пышнограи и др. Постепенно население села начинает увеличиваться. Распашивается земля, высевается хлеб, садятся виноградники.
В 1821 году село Кара-Махмет имел 61 двор, где проживало 150 мужчин и 106 женщин.Книга "Буджак", издание Аккерманского земства, 1899 года
А в 1827 году насчитывает 107 глиняных хат, где проживало 104 семьи, в которых было 336 мужчин и 294 женщины, также были 4 мельницы, из которых 3 ветряные и одна земляная, 9 колодцев — 2 каменных и 7 земляных, один фруктовый сад, 14 лошадей, 560 голов крупного рогатого скота и 70 голов овец.
К 1835 году в Кара-Махмете проживают представители следующих родов: Бабиченко, Баланенко, Бараненко, Бондарь, Бородатый, Василенко, Войтченко, Гавриненко, Глуменко, Гнатенко, Головченко, Голубенко, Григоренко, Грименко, Гриценко, Девченко, Дрибноход, Дробноход, Дубовый, Жовтенко, Заболотный, Зайвый, Запорожник, Захорошивый, Звизниченко, Здоровченко, Зелински, Зенченко, Илишов, Каленик, Каленик, Калениченко, Кваша, Квитка, Клименко, Кобзарь, Коновал, Корниенко, Корниенко, Кортенко, Кравченко, Кременчук, Кривченко, Кутов, Кучеренко, Кушнир, Левченко, Лисенко, Майданченко, Маринченко (Науменко), Марченко, Марченков, Мисько, Науменко, Остапенко, Петренко, Погребный, Подоленко, Подунаенко, Похилэ, Ревенко, Резвый, Решетник, Родионов, Романенко, Романовски, Сергиенко, Симиненко, Слободник, Соломоненко, Ткаченко, Трофименко, Усатый, Фоменко, Харченко, Херсуненко, Царенко, Черненко, Чернявски, Чумаченко, Шевченко, Шкуропат и Якименко.
В 1822 году сооружен первый в селе храм назван Церковью Марии Магдалины. Первым её служителем был священник Дмитрий Белоданов. Однако в 1829 году от удара молнии деревянная церковь была сожжена. На её месте в конце XIX века возведена часовня, но с первым приходом советской власти в 1940-х годах была разобрана. Сейчас на этом месте размещается южная часть Дворца Пионеров.
В 1840 году средствами прихожан и княгини Александры Толстой (Стангол) началось строительство каменной церкви. На протяжении 8 лет строительством управлял М. К. Вдовиченко. 27 (9) октября 1848 года храм освящен, приурочен ко дню Апостола и Евангелиста Иоанна Богослова. Архитектор — русский архитектор Петров. Первым её служителем был священник Иоанн Клодницкий. Существующий же её план составлен в 1891 году, когда были пристроены пономарня и ризница. Церковь одноглавая, однопрестольная, имеет вид креста, с высокой (около 14 саженей) остроконечной колокольней и вмещаемостью до 600 человек. В приходе существовало постоянное церковно-приходское попечительство — церковный совет, с председателем (пароха) и епитропами, которое обязано было заботиться о хозяйственных нуждах церкви. Также избирался церковный староста, следивший за дисциплиной. При церкви имеются метрические книги, начиная с 1822 года сохраняются исповедные росписи, а 1824 года — клировые ведомости. С означенных годов без пропусков, за исключением нескольких лет, ведётся церковная документация, а также приходно-расходные книги, что сохраняются в должном порядке до сегодняшнего дня.

### Молдавское княжество (1856—1859)

Карта Молдавского княжества, в составе которого Кара-Махмет

18 (30) марта 1856 года была подведена черта в отношения между Российской империи и странами коалиции в Крымской войне 1853—1856 годов подписанием Парижского мирного договора. Под влиянием стран Западной Европы, Россия потеряла протекторат над Молдавским княжеством и уступала захваченную в Османской империи Южную Бессарабию (Килию, Рени и Измаил) и устья реки Дунай Молдавскому княжеству, которое продолжало оставаться вассалом Османской империи.

### Объединённое княжество Валахии и Молдавии (1859—1878)
24 декабря 1858 года (5 января 1859) господарём Молдавского княжества был избран Александр Иоан Куза, участник освободительного движения Молдавии 1848 года. 11 (23) января того же года Иоан Куза был избран князем Валахии. Был реализован давний план объединения «валахов», «молдаван» и «банатцев» под единым названием «румыны». 4 декабря 1861 года Высокая порта приняла «Фирман об административном устройстве Молдавии и Валахии», который утвердил политическое и административное объединение Молдавии и Валахии в составе Османской империи. 29 ноября (11 декабря) 1861 года А. И. Куза, будучи одновременно правителем Молдавии и Валахии, опубликовал прокламацию, утверждавшую образование нового государства Румыния.

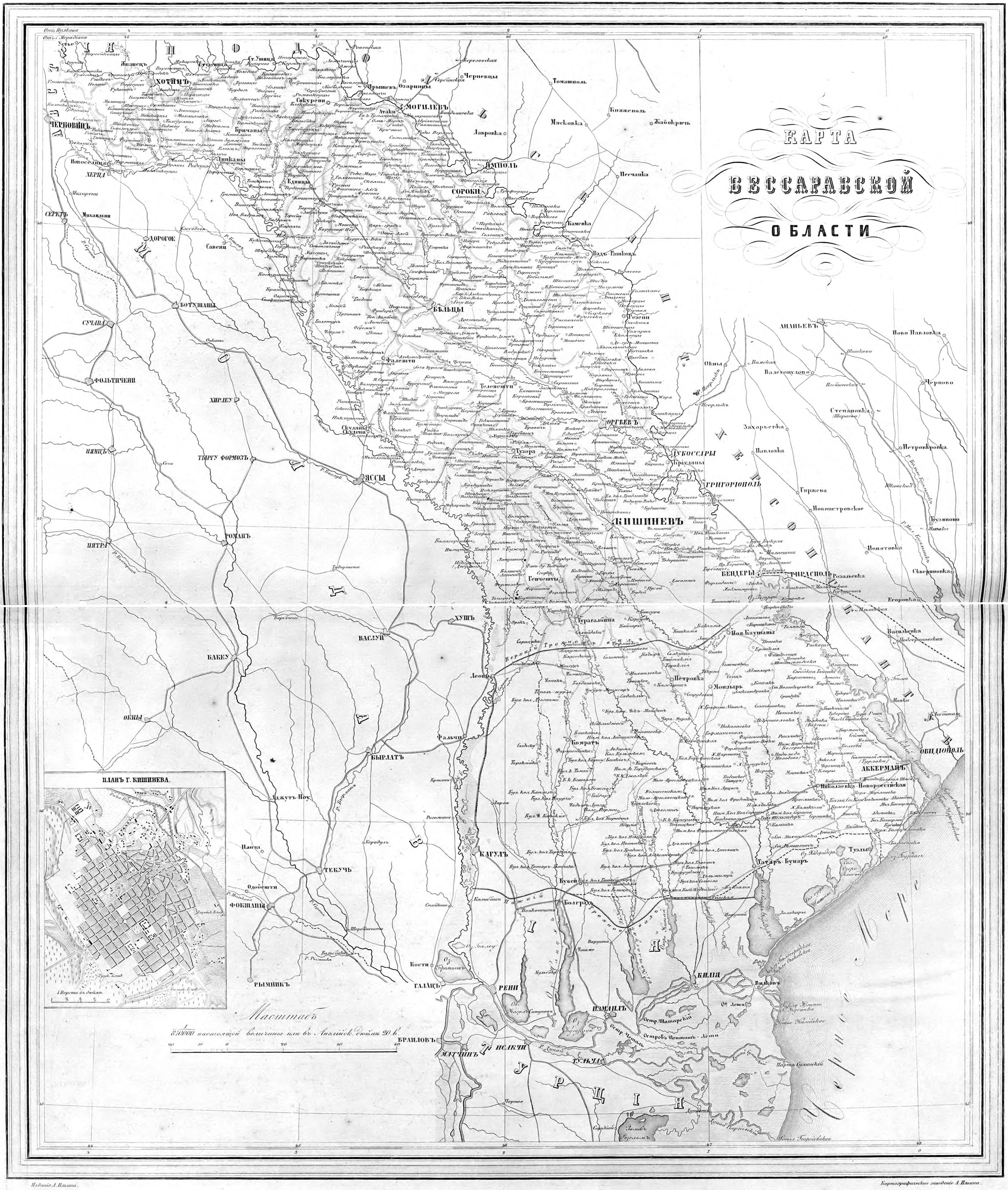
Карта Бессарабской области в составе Объединённого княжества Валахии и Молдавии

В 1868 году в результате подавления польского восстания 1863 года царскими войсками в Слободу Кара-Махмет прибывают беженцы с Польши: Ярецкие, Пашковские, Зелинские и др, поселяясь на современных улицах Ленина, Колхозная и Чернышевского (в то время носившее название Ярецкой).

### Российская империя (1878—1917)
1 (13) июля 1878 года состоялся Берлинский конгресс, на котором был подписан Берлинский трактат, подводящий итог русско-турецкой войны 1877—1878 года и зафиксировавший возврат России южной части Бессарабии. Кара-Махмет вошёл в состав Бессарабской губернии как село Измаильского уезда.

Карта Бессарабской губернии в составе Российской империи

В 1874 году начато румынскими властями и продолжено царской администрацией на местах жителям выделяются земельные наделы мерой в 28 десятин (более 30 га) пахотной земли и выгонов на женатого. В 1879 году к селу прибывают переселенцы с Катеринославской губернии, за которыми закрепляются земли на северной окраине села от современных улиц Одесская и Татарбунарская, которые в народе носили название «Вычита». Среди поселенцев были: Коломийченко, Кузьма и др. Центральная же территория села носит народное название «займанщина», то есть занималась только по разрешению турок и русских властей «Первой России» в первой половине XIX века.
Начало образования в Кара-Махмете связывают с 1880 годом, когда основываются 2 народных училища (отдельно для девочек и мальчиков). Учителем был священник Иоан Фетов. В 1881 году завершился первый учебный год в одноклассном мужском училище села Кара Махмет Измаильского уезда. Первым учителем здесь был. П. А. Горенко, родной дядя А. А. Ахматовой. В 1894 году средствами прихожан, основывается церковно-приходская школа (директор В. А. Правидный, псаломщик — Е. П. Билодан), где обучалось около 60 учеников, преимущественно мальчики. В 1904 году открыта четырёхклассная школа, где работало 2 учителя и священник. Длительное время директором её был Г. С. Загорский, из-за чего школа получила название «Школа Загорского». В 1913 году открыта вторая начальная школа, подчиняющаяся школе Загорского.
В начале XX века в Кара-Махмет возникают штундистское братства и евангельско-баптистское братства. Первая община, члены которой приняли название «Боже войско», богослужение проводили в домах самих верующих.
На начало XX века за селом закреплено 5342 десятины и 2335 кв. саженей земли. Земли села граничат: на востоке — земли села Корячека; на юге — земли графини Толстой (Станьгол); на западе — земли графини Толстой, помещика Филиппова и села Китай; на севере — графини Толстой и села Дракуля. На юго-западе размещалось имение Волянское, частью перешедшее в компенсацию Ивану Сакаряну за экспроприированную у него Мошию-Козей, что возле Нерушая и Дракули, частью в размере 231 лот пошло в замену крестьянских «лотов», полученных раньше на неудобной плавневой земле.

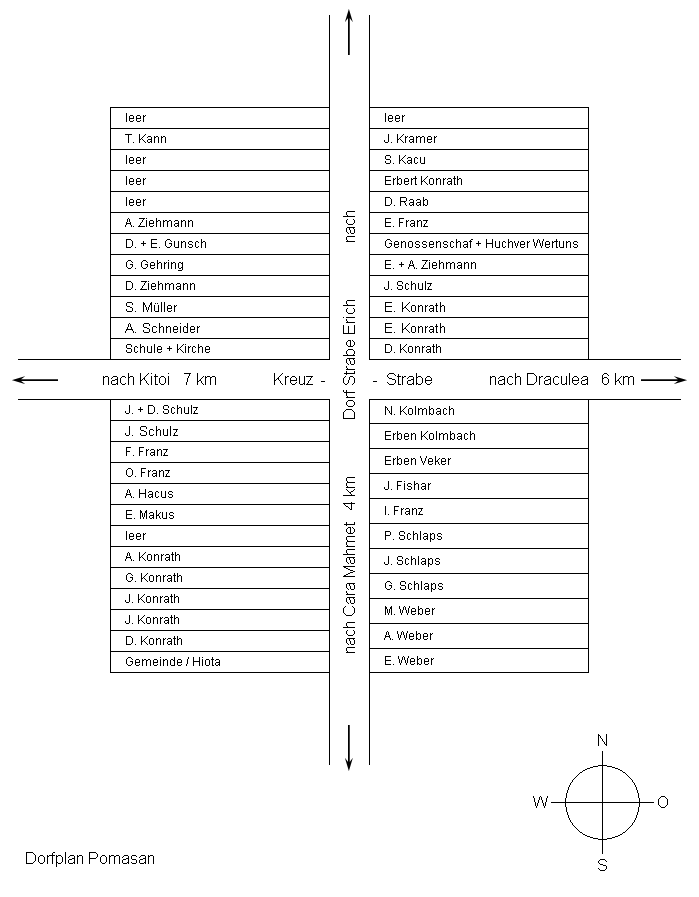
Карта Помазан

Возникновение немецких поселений. В 1908—1909 годах ряд наделов (урочище Мальцево — 1500 га, на юге — 1500 га и севере — 2700 га), ранее принадлежащие графине Александре Толстой, были приобретены бессарабскими немцами (Готфрид Шульц и его сын Август). В 1912 году немцами основываются села: в 6 км на север от Кара-Махмет Помазаны, в 4 км на юго-запад — Парапары. Внешним видом и внутренним устройством немецкие поселения сильно отличались от украинского села: ровные улицы, аккуратные дома и приусадебные участки. В каждом посёлке были школы, Молитвенные Дома (жители исповедовали лютеранство) и кладбище. Также имели более высокие, соответствующее времени, технологии в строительстве, культуре земледелия земледелии, агротехнике, домашнем хозяйстве: каждая семья имела подводу, плуг, веялку, косилку, молотильную машину живность, в более зажиточных — трактора. Они же построили швейные мастерские, детские садики, организовали курсы шитья, музыкальные группы. Карагметчане у немцев научились использовать экологическое топливо (кырпыч), позаимствовали консервацию, копчение, некоторые элементы строительства (лежанки, грубы, до этого сооружалась только печка), кровельный материал (черепица), стройматериал (лампач), проекты домов (здания удлинённой формы готического стиля), гужевой транспорт (горбы), также завозятся новые культуры растительности, цветы.
За год до Империалистической войны за данными Всероссийской переписи в селе Кара-Махмет имелось 586 дворов с населением 2762 человека, до 1 тыс. коней, около 10 тыс. большой рогатой скотины, 1,5 тыс. свиней и более 2 тыс. овец. Сооружена моторная жерновая мельница с маслобойкой Т. Я. Мышелова, работают паровая мельница, а также крупорушка Якова Козаченка, проработавшая до 1993 года под руководством И. И. Кутаса. Действует Кирпичный завод измаилчанина Л. Пугачёва; завод с производства черепицы жителя села Кутаса Киндрата. Житель села Чичма в Кара-Махмете основывает паровую мельницу, поменьше существовавшей на то время (в 1937 году мельница была закрыта в связи с взрывом котла). Он же соорудил паровую мельницу в Старой Николаевке. Также работают 4 кузни, 3 столярки, телеграф, несколько магазинов, свыше 15 портных, 5 сапожников, 5 кабачков и 3 лавки розничной торговли. В 1908 году в селе открыта почта. Появляются крупные земледельцы: И. Гинчак (80 десятин земли), К. Кутас (45), В. Кипарис (35), Т. Гречкосей и А. Решетник (по 40) и др. Близость к Стенсовским плавням, на юго-востоке, позволяет каждой семье содержать огромные хозяйства (до 70 голов крупного рогатого скота).
Население прихода по исповедной прописи 1908 года состоит из 2483 человек
обоего пола и владеет землей на праве собственности в количестве 5342 десятин 2335 кв саженей.
Крупных хозяйств и богачей нет, за исключением одного, владеющего
изрядным капиталом и восьмидесятью пятью десятинами земли, - но
зато и совершенно нищих в приходе не имеется.Метрические записи Кара-Махметского церковного прихода 1908 года
На протяжении 1914—1918 годов мир охвачен Первой мировой войной между Антантой (Франция, Российская и Британская империя, а также их союзники) с одной стороны и Центральными державами (Австро-Венгрия, Германская и Османская империи, и их союзники) с другой, возникшей по причине передела политических границ стран. В Кара-Махмете мобилизовано 428 военно-способных солдатов, участвовавшие в войне в составе Бессарабского корпуса. Конфисковался гужевой транспорт и провиант. С фронта вернулось 399 человек, 29 военных — полегло.

### Молдавская Демократическая Республика (1917—1918) и Королевство Румыния (1918—1940)

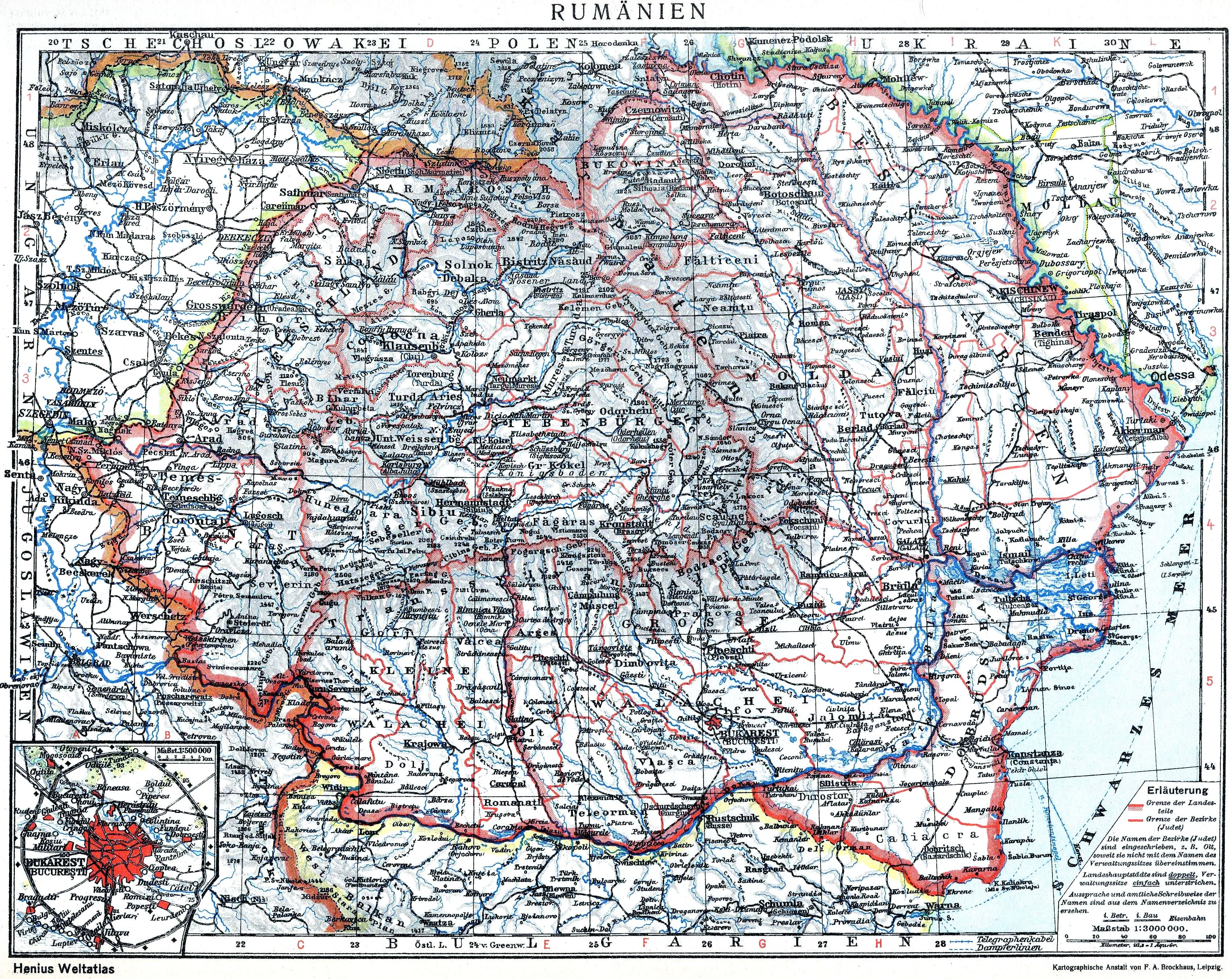
Карта Королевства Румыния

В феврале 1917 года в Петрограде прошла Февральская революция, вследствие чего в Бессарабии, как и во многих территориях России с преобладающим нерусским населением, оживилось национальное движение. По образцу Украинской центральной рады был образован 21 ноября (4 декабря) 1917 года краевой национальный парламент (Сфатул Цэрий), а также 2 (15) декабря 1917 года принята декларация, провозглашавшая образование независимой Молдавской Демократической Республики. Однако Сфатул Цэрий не располагал ни административными, ни финансовыми возможностями для поддержания общественного порядка в республике. Тем временем возросло влияние советов. В этих условиях лидеры Сфатул Цэрий начали вести переговоры с румынским правительством о введении войск в Бессарабию. Вскоре, с 7 декабря 1917 года, на территорию Бессарабии начинается ввод войск румынской армии. 27 марта 1918 года под их давлением проходит заседание Сфатул Цэрия, по результатам голосования которого, Бессарабия вошла в состав Великой Румынии на правах автономии. Таким же образом 25—26 ноября 1918 года при отсутствии кворума принято решение о безусловном присоединении Бессарабии к Румынии, ликвидировавшее все условия предыдущего акта.
События Октябырськой революции 1917 года в Кара-Махмете не проявились, кроме случая разорения селянами поместья Сакаряна вблизи села и раздела его имущества. Однако, с приходом румынских бояр, имущество помещику возвращено, а крестьяне обложены штрафом в 200 рублей.
С воссоединением с Румынией, Южная Бессарабия разделена на три части: Измаильский, Аккерманский и Кагульский уезды с преобладающим немолдавским населением, и присоединена к Галацкому и Тулчанскому уездам в Нижнедунайскую провинцию с центром в городе Галац. Так село Кара-Махмед получило новый адрес: Цынута Дунерий де жос ку капитала Галац жудецу Измаил пласа Килия-Нова коммуна Кара-Махмет (село Кара-Махмет Килийской волости Измаилского уезда Нижнедунайской провинции Королевства Румыния).
В то же время проведена аграрная реформа: помещикам оставлялось только до 100 га земель. Отобранная земля добровольно раздавалась безземельным селянам, которые имели желание заниматься хозяйством, около 5 га на трудоспособного человека, а также 1 га «толоки» (пастбище в плавнях). Действовал кооперативный сельскохозяйственный банк Бессарабии (в здании нынешней школы по ул. Шевченково), выдавая кредиты на обустройство хозяйства до 10 000 лей (в эквиваленте корова тогда стоила около 3000 лей). Ежемесячно проходила проверка санитарного состояния территории села и гигиены населения. В доме Никиты Кутас по улице Ленина румынскими властями организована столовая общественного питания для малообеспеченных слоев населения. До 1917 года медицына ограничивалась бабами знахарками-повитухами. В 1935 году Кара-Махмет прибыла акушерка Мария Федоровна Работа. Стационарного отделения больницы на то время не было (на всю округу врач был только в селе Новоселовка).
С аннексией территории Бессарабии Королевством Румыния, румынскими властями в Кара-Махмете, как и в других селах Придунавья, для поддержания порядка размещается жандармский участок, состоящий с 20 человек. Сначала жандармерия квартировала в доме по улице Ленина, затем перенесена на ул. Шевченко. Для жителей села введено комендантское время: с 22:00 вечера по 6:00 часов утра запрещалась какая-либо деятельность населения. Карательные меры проводились с помощью плетки, нагайки и рукоприкладства. Также на территории Бессарабии румынами развернута целенаправленная и довольно агрессивная политика по ассимиляции, славянское (украинцы и русские) население стало объектом дискриминации. В Кара-Махмете фактически запрещалось говорить не на румынском языке, обучение в школах и церковная служба велась только румынским языком. Протестанты за проведение богослужение в вечернее время подвергались гонению. За непослушание к населению применялись карательные меры.
Политика социального и национального ущемления румынского правительства в Южной Бессарабии вызвала протест местного населения. 14—15 августа 1924 года в селе Нерушай в ходе конфликта местного населения и жандармерии, возникшего на почве незнания румынского языка, несколько человек были убиты. 15—17 сентября 1924 года в селе Татарбунары разъярённые жители разгромили жандармский участок и захватили примарию. Стихийно восстает украинское и липованское население соседних сел Старая Михайловка, Галилешты, Чичма, Акмангит и др. В ходе боевых действий в регионе повстанцами провозглашена Бессарабская советская республика. Поддержки с стороны советов, несмотря на постоянное обращение об экономической и военной помощи, не получили. Для подавления восстания румынскими властями были кинуто регулярные войска и Черноморский флот. Татарбунары, как центр восстания, подвергся интенсивному обстрелу как наземными войсками так и с моря. На протяжении месяца восстание подавлено. Количество погибших достигло более 3 тыс. человек. Уцелевшие подверглись суду так называемому «процессу пятисот». Однако под давлением Европейских стран, в особенности Францией, а также Румынской Православной Церковью, румынские власти вынуждены были пойти на уступки: большинство арестованных отпустили на свободу, в местных органах введены переводчики, в общественных местах разрешено общение родными языками.
В Кара-Махмете нелегальная группа будущего восстания возникает в 1923 году, имеющая связь с оргкомитетом будущих повстанцев. В Татарбунарском восстании взяло участие 74 жителя. Орггруппу с 5 человек (Заволока С. Ф., Касьяненко С. С., Кутас К. Ф., и Светленко Д.) возглавил Коваленко Логвин Павлович. Вследствие подавления восстания 13 человек арестовано, 4 из них осуждено на разные сроки тюремного заключения. Около хутора Парапары несколько участников восстания было расстреляно. В честь погибших воинов-Карагметчан в селе был открыт памятник «Слава Героям Татарбунарского восстания павшим в борьбе с румынскими боярами (сентябрь 1924 г.)»
В 1934 году пресвитер евангельской-баптистской общины, Яков Козаченко, на свои средства построил первый в селе Молитвенный дом Евангельских христиан-баптистов, здание которого сохранилось до наших дней.
1937 год знаменуется открытием и освящением примарии Кара-Махмет, здание которого до сегодняшнего дня используется как сельский совет. При примарии создано коммунальное хозяйство, в котором был рабочий скот и сельскохозяйственный реманент для нужд новоземельных селян. В этом же году началось строительство дороги Килия — Аккерман, проходившей через село Кара-Махмет, которая имела для Румынии стратегическое значение.

### Союз Советских Социалистических Республик (1940—1941)

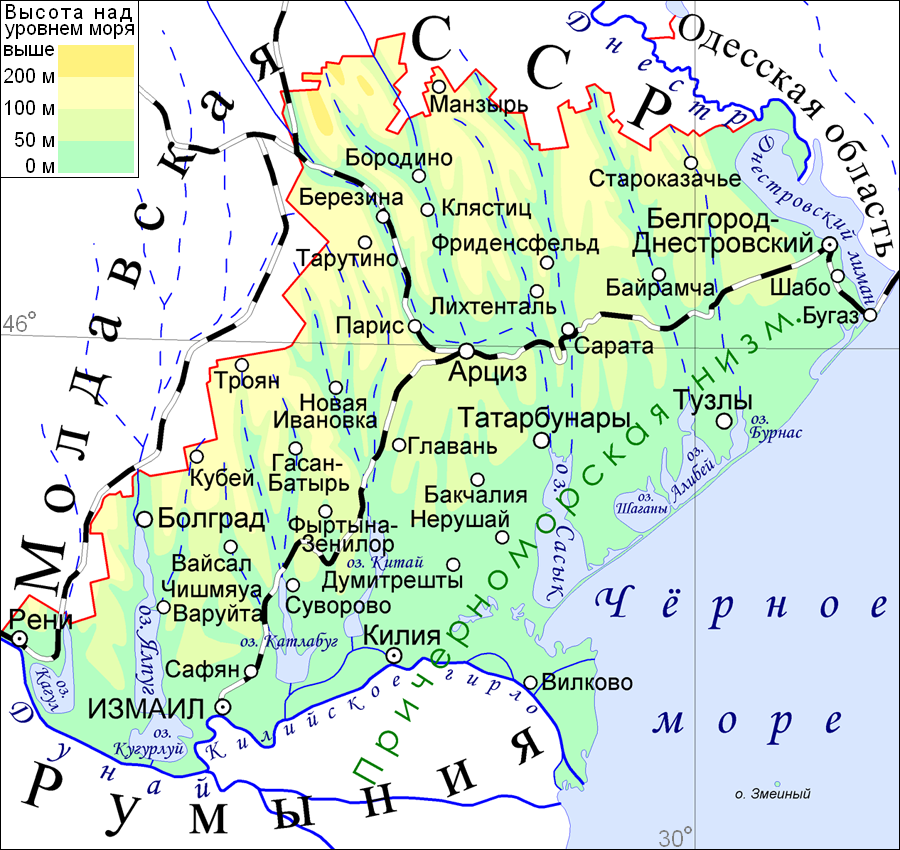
Карта Измаильской области

23 августа 1939 года подписан Договор о ненападении между Германией и Советским Союзом (пакт Молотова — Риббентропа). К договору прилагался секретный дополнительный протокол о разграничении сфер обоюдных интересов в Восточной Европе на случай «территориально-политического переустройства», который предусматривал включение Бессарабии в сферу интересов СССР.
26 июня 1940 года последовала нота румынскому послу в Москве относительно передачи Бессарабии и Северной Буковины Советскому союзу. К границе Бессарабии были подтянуты войска Красной Армии. 27 июня коронный совет Румынии объявил решение выполнить требования Советского Союза. 28 июня 1940 года на территорию Бессарабии вводится часть сосредоточенных у границы войск Красной Армии. К вечеру части РККА заняли города Кишинёв, Черновцы, Бендеры, Бельцы, Аккерман, Измаил, а также Кара Махмет.
1 июля 1940 года была установлена новая советско-румынская граница по рекам Прут и Дунай. 7 августа 1940 года УССР из Аккерманского и Измаильского уездов сформирована Аккерманская область с административным центром в городе Аккерман. 17 декабря 1940 года Указом Президиума Верховного Совета СССР Аккерманская область переформирована в Измаильскую, с центром в городе Измаил, в состав которой Кара Махмет входит как село Килийского района. 8 марта 1941 года все жители Бессарабии, бывшие до 7 ноября 1917 г. подданными бывшей Российской империи и проживавшие на территории Бессарабии к 28 июня 1940 г. и их дети получили гражданство СССР.
Вечером 28 июня 1940 года Кара-Махмет был взят советскими войсками. На следующий день началась конфискация имущества и депортация богатых семей «куркулей, кулаков» в Казахскую ССР, Коми, Абхазская АССР, Красноярский край, Омскую и Новосибирскую области: миллионеров Городниченка И. С. и его отца, будущего композитора Молдавии Загорского В. Г., Шкурину Т. А. (его дом переоборудовано под больницу), Козаченка Я. А. (дом его стал детским садом, а мельница, с отходом советских войск, в 1941 году взорвана) и многих др. Согласно указу Президиума Верховного Совета СССР от 15 августа 1940 года земли села Кара-Махмет национализированы.
Постановлением ЦК ВКП(б) и Совнаркома СССР от 21 августа 1940 года «О мероприятиях по Бессарабии и Северной Буковине» была определена программа их ускоренного развития. В Придунайский край направлено свыше 3,4 тыс. специалистов разных сфер со всего Советского Союза. Так в Кара Махмет с Пятихатского района Днепропетровской области прибыл А. Т. Лысенко для проведения разъяснительной работы с организацией коллективного хозяйства, впоследствии ставший вторым председателем сельского совета. 22 февраля 1941 года создан первый колхоз «Имени 23-й годовщины Рабочей Крестьянской Красной армии», первым председателем избран П. С. Петренко.
В сентябре 1940 года осуществлена репарация немцев из сел Помазаны и Парапоры, оставив земли и нажитое имущество госфонду СССР. После раскола Европы в 1939 году, восточные немцы должны были принять советское гражданство (немцы были румынскими гражданами) или вернуться на историческую родину. В покинутые села заселяются переселенцы с соседних сел и городов (Лески, Вилково, Килия и Демьяновка). В Помазанах был создан совхоз им. Чехова, в последующем реорганизован в колхоз (председатель И. Я. Кушниренко). В 1945—50 гг. в Помазанах и Парапарах размещался Шевченковский детский сад, для детей лишившихся родителей.
Летом 1940 года было снесено старое кладбище и отведен участок под новое кладбище на параллели современных улиц Кутузова и Суворова.

### Королевство Румыния (1941—1944)

Карта Королевства Румыния

22 июня 1941 года странами Оси начато вторжение в СССР. В июне-июле 1941 года территория Бессарабии оккупирована войсками 3-й и 4-й Румынскими армиями, а также 11-й Немецкой армией, общей численностью около 800 тыс. человек. Советские войска Южного фронта, в том числе и пограничники, выведенные за реку Днестр. Дунайская военная флотилия около месяца содействовала обороне захваченных ими на румынском берегу плацдармов, затем 19 июля 1940 года перебазировалась в Одессу и была расформирована.
В июне в течение нескольких дней в село прибывают карательные загоны (жандармерия находилась на пересечении улиц Чернышевского — Ленина). В протяжении трёх лет румынскими властями мобилизуется военноспособное мужское население в таборы военной подготовки «концентрации». Много мужского населения было вынуждено скрываться в плавнях, землянках и соседних селах. У местного населения закупается провиант. Для военных нужд отбирается домашний скот. Также румынскими властями проводился арест активистов, причастных к советской оккупации, и скрывающихся от румынской мобилизации. Однако в составе Румынской армии Карагметчани не участвовали, из-за недоверия румынской власти к Бессарабцам.

### Союз Советских Социалистических Республик (1944—1991)

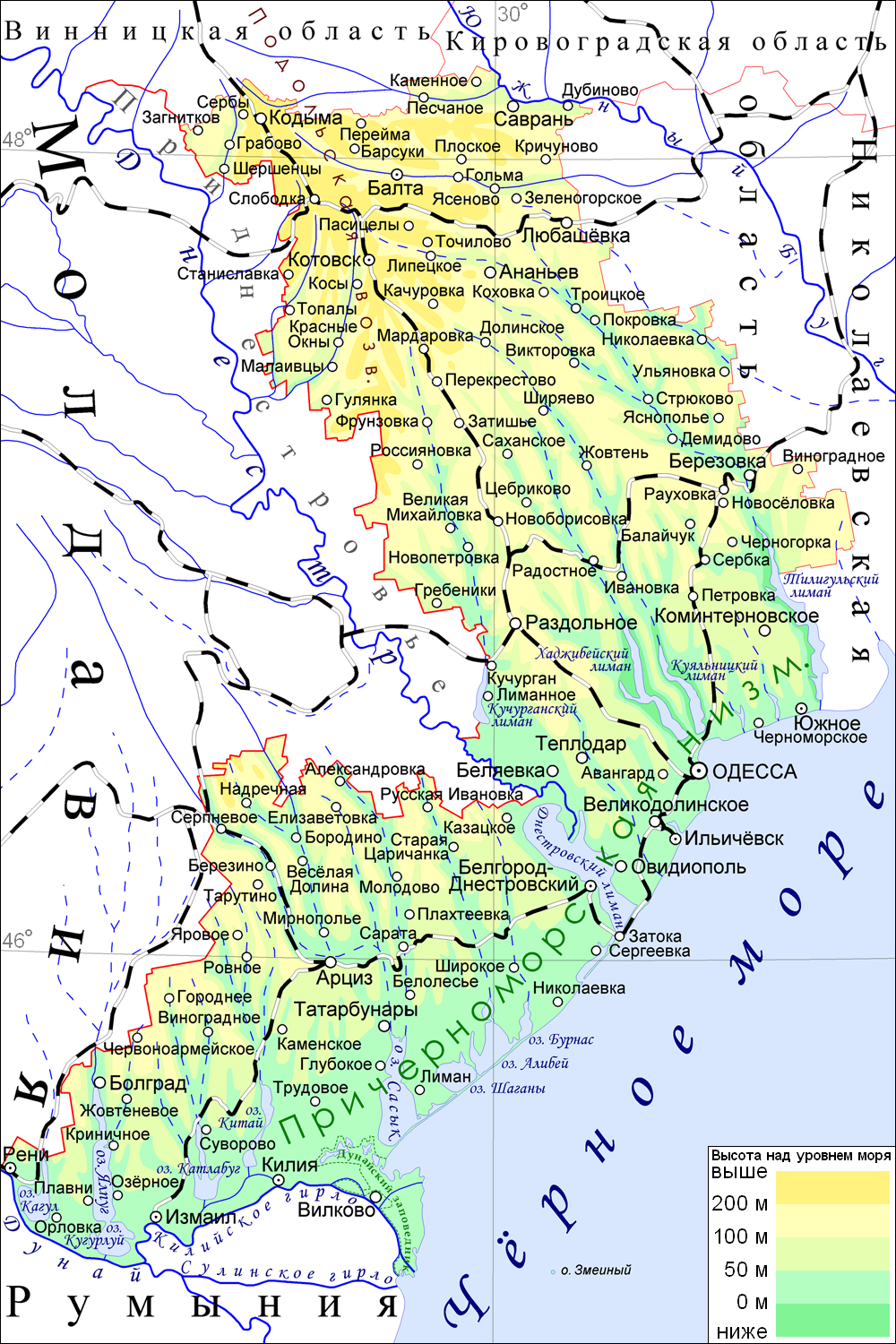
Карта Одесской области

Великая Отечественная война. В марте-августе 1944 года в ходе Уманско-Ботошанской и Ясско-Кишиневской наступательных операций войсками 2-го и 3-го Украинских фронтов территория Бессарабии вновь освобождена. 24 августа 1944 года до 17:00 часов румынские войска покидают село Кара-Махмет. На следующий день на территорию села вводятся войска 3-го Украинского фронта. Боевых действий на территории села не происходило. В ходе операции по ликвидации фашистских остатков в селе был застрелен И. Ф. Градунов. Приходом советских войск, на окраине села устанавливаются четыре артиллерийские орудия и начата мобилизация военноспособного населения. На фронтах Великой Отечественной войны сражались 534 жителя села, 223 из них погибли. За мужество и отвагу, проявленные на фронтах, орденами и медалями СССР награждены 317 человек. В составе советских войск карагметчане участвовали в освобождении территорий Румынии, Болгарии, Венгрии, Чехословакии, Польши и Германии от фашистских захватчиков, а также принимали участие в штурме Рейхстага (Резвый Алексей Илларионович, Александренко Григорий Маркович и Коновка Федор Иванович). 9 мая 1975 года, к тридцатилетию победы в Отечественной войне, открыт памятник в честь погибшим воинам, выходцев из Шевченково.
| Фамилия       | Имя        | Отчество       | Год рождения |
| ------------- | ---------- | -------------- | ------------ |
| Александренко | Аврам      | Аврамович      | 1908         |
| Александренко | Константин | Григорьевич    | 1922         |
| Бабенко       | Антон      | Порфирьевич    | 1924         |
| Бабенко       | Василий    | Михайлович     | 1926         |
| Бабенко       | Дмитрий    | Васильевич     | 1920         |
| Бабенко       | Иван       | Иванович       | 1919         |
| Бабенко       | Иван       | Павлович       | 1903         |
| Бабенко       | Иван       | Сергеевич      | 1910         |
| Бабенко       | Петр       | Илларионович   | 1916         |
| Бабенко       | Федот      | Фадеевич       | 1906         |
| Бабенко       | Феофан     | Поликарпович   | 1908         |
| Бабенко       | Яков       | Семенович      | 1919         |
| Барбасура     | Ефим       | Павлович       | 1913         |
| Барбасура     | Сидор      | Гордеевич      | 1911         |
| Беженар       | Петр       | Дмитриевич     | 1924         |
| Бобошко       | Федор      | Фадеевич       | 1912         |
| Богданенко    | Василий    | Кирьянович     | 1921         |
| Богданенко    | Степан     | Моисеевич      | 1922         |
| Бойченко      | Кузьма     | Васильевич     | 1923         |
| Бондаренко    | Деонис     | Федорович      | 1921         |
| Галба         | Ананий     | Кононович      | 1920         |
| Гинчак        | Андрей     | Иванович       | 1925         |
| Гинчак        | Дмитрий    | Архипович      | 1923         |
| Голобородько  | Николай    | Макарович      | 1903         |
| Голубенко     | Александр  | Кононович      | 1921         |
| Горбаченко    | Митрофан   | Васильевич     | 1915         |
| Городниченко  | Василий    | Самсонович     | 1924         |
| Городниченко  | Гаврил     | Григорьевич    | 1924         |
| Городниченко  | Иван       | Иванович       | 1910         |
| Городниченко  | Иван       | Севастьянович  | 1925         |
| Городниченко  | Исак       | Сидорович      | 1922         |
| Городниченко  | Павел      | Дементьевич    | 1923         |
| Городниченко  | Петр       | Трофимович     | 1926         |
| Городниченко  | Яков       | Иванович       | 1920         |
| Гречкосей     | Михаил     | Константинович | 1922         |
| Гречкосей     | Феодосий   | Иванович       | 1919         |
| Гречкосей     | Феодосий   | Михайлович     | 1920         |
| Гречкосей     | Яков       | Яковлевич      | 1925         |
| Гриценко      | Кузьма     | Афанасьевич    | 1912         |
| Дымченко      | Алексей    | Петрович       | 1925         |
| Донченко      | Карп       | Моисеевич      | 1911         |
| Дрибноход     | Аникей     | Владимирович   | 1913         |
| Дрибноход     | Афанасий   | Ананьевич      | 1910         |
| Дрибноход     | Василий    | Кирьянович     | 1923         |
| Дрибноход     | Василий    | Никифорович    | 1909         |
| Дрибноход     | Григорий   | Емельянович    | 1926         |
| Дрибноход     | Дмитрий    | Архипович      | 1923         |
| Дрибноход     | Иван       | Ананьевич      | 1912         |
| Дрибноход     | Никита     | Евтихиевич     | 1920         |
| Дубовой       | Григорий   | Иванович       | 1921         |
| Дубский       | Савва      | Семенович      | 1924         |
| Заболотній    | Архип      | Лукович        | 1919         |
| Заболотный    | Иван       | Емельянович    | 1923         |
| Заболотный    | Филипп     | Иванович       | 1918         |
| Задорожный    | Гаврил     | Артёмович      | 1916         |
| Задорожный    | Григорий   | Зиновьевич     | 1924         |
| Задорожный    | Лаврентий  | Феодосьевич    | 1918         |
| Зайвый        | Архип      | Иванович       | 1914         |
| Зайвый        | Василий    | Степанович     | 1922         |
| Запорожец     | Иван       | Зиновьевич     | 1926         |
| Запорожец     | Петр       | Саввович       | 1915         |
| Захарченко    | Дмитрий    | Мартынович     | 1903         |
| Захарченко    | Михаил     | Кириллович     | 1924         |
| Захарченко    | Павел      | Андреевич      | 1923         |
| Зелинский     | Данил      | Данилович      | 1921         |
| Зенченко      | Евтихий    | Аксентьевич    | 1922         |
| Зенченко      | Иван       | Григорьевич    | 1921         |
| Зимний        | Степан     | Феодосьевич    | 1909         |
| Иванов        | Никифор    | Петрович       | 1901         |
| Ильченко      | Василий    | Ефимович       | 1923         |
| Ильченко      | Марк       | Лукич          | 1907         |
| Ильченко      | Спиридон   | Кузьмич        | 1910         |
| Ильченко      | Степан     | Васильевич     | 1924         |
| Касьяненко    | Спиридон   | Ананьевич      | 1924         |
| Касьяненко    | Степан     | Лукьянович     | 1912         |
| Касьяненко    | Федор      | Кириллович     | 1923         |
| Квитка        | Аким       | Семёнович      | 1924         |
| Квитка        | Иван       | Павлович       | 1925         |
| Кипарис       | Дмитрий    | Никифорович    | 1920         |
| Клименко      | Марк       | Иванович       | 1909         |
| Клименко      | Тимофей    | Логинович      | 1922         |
| Коваленко     | Ананий     | Мефодьевич     | 1922         |
| Коваленко     | Дмитрий    | Иосифович      | 1921         |
| Коваленко     | Иван       | Александрович  | 1924         |
| Коваленко     | Иван       | Анисимович     | 1922         |
| Коваленко     | Семен      | Ананьевич      | 1909         |
| Коваленко     | Яков       | Нестерович     | 1918         |
| Коваль        | Гргорий    | Ильич          | 1916         |
| Колесниченко  | Афанасий   | Саввович       | 1912         |
| Колесниченко  | Василий    | Логинович      | 1923         |
| Колесниченко  | Емельян    | Кононович      | 1908         |
| Колесниченко  | Пантелей   | Феодосьевич    | 1918         |
| Колесниченко  | Феодосий   | Михайлович     | 1920         |
| Комнатный     | Афанасий   | Никитович      | 1923         |
| Комнатный     | Михаил     | Иванович       | 1910         |
| Корниенко     | Иван       | Иосифович      | 1924         |
| Корниенко     | Иосиф      | Петрович       | 1924         |
| Корниенко     | Петр       | Гурьевич       | 1924         |
| Куликовский   | Василий    | Иванович       | 1922         |
| Куликовский   | Иван       | Константинович | 1926         |
| Кутас         | Андрей     | Архипович      | 1921         |
| Кутас         | Григорий   | Григорьевич    | 1924         |
| Кутас         | Евтихий    | Куприянович    | 1923         |
| Кутас         | Иван       | Никитович      | 1925         |
| Кутас         | Илларион   | Кондратьевич   | 1909         |
| Кутас         | Степан     | Федосеевич     | 1906         |
| Кучеренко     | Иван       | Николаевич     | 1920         |
| Кучеренко     | Савва      | Иванович       | 1902         |
| Кушниренко    | Алексей    | Платонович     | 1919         |
| Кушниренко    | Иван       | Дионисович     | 1924         |
| Кушниренко    | Иван       | Иванович       | 1925         |
| Кушниренко    | Иван       | Ульянович      | 1909         |
| Кушниренко    | Кузьма     | Игнатьевич     | 1923         |
| Кушниренко    | Петр       | Сидорович      | 1924         |
| Левченко      | Василий    | Иванович       | 1923         |
| Левченко      | Кирилл     | Петрович       | 1909         |
| Маленко       | Иван       | Саввович       | 1912         |
| Маленко       | Петр       | Аникеевич      | 1921         |
| Маленко       | Степан     | Иванович       | 1918         |
| Маленко       | Степан     | Михайлович     | 1911         |
| Манжара       | Василий    | Петрович       | 1909         |
| Мартыненко    | Иосиф      | Иванович       | 1921         |
| Мышелов       | Андрей     | Кононович      | 1919         |
| Мышелов       | Василий    | Климович       | 1919         |
| Мышелов       | Григорий   | Аникеевич      | 1922         |
| Мышелов       | Дмитрий    | Аникеевич      | 1926         |
| Мышелов       | Макар      | Лукич          | 1908         |
| Мышелов       | Михаил     | Климович       | 1921         |
| Мышелов       | Павел      | Кононович      | 1923         |
| Мышелов       | Федор      | Тифофеевич     | 1915         |
| Окуненко      | Пахом      | Елисеевич      | 1911         |
| Окуненко      | Прокопий   | Дмитриевич     | 1920         |
| Остапенко     | Артём      | Кириллович     | 1926         |
| Остапенко     | Гаврил     | Данилович      | 1911         |
| Остапенко     | Дмитрий    | Ефимович       | 1923         |
| Остапенко     | Трифан     | Данилович      | 1919         |
| Остапенко     | Филипп     | Кириллович     | 1924         |
| Пашковский    | Иван       | Сергеевич      | 1920         |
| Петренко      | Василий    | Данилович      | 1920         |
| Подоленко     | Дмитрий    | Степанович     | 1909         |
| Подоленко     | Максим     | Максимович     | 1919         |
| Радо          | Афанасий   | Петрович       | 1921         |
| Руденко       | Иван       | Аникеевич      | 1925         |
| Резвый        | Григорий   | Харитонович    | 1910         |
| Решетник      | Василий    | Никитович      | 1925         |
| Решетник      | Дмитрий    | Иванович       | 1912         |
| Решетник      | Дмитрий    | Степанович     | 1926         |
| Решетник      | Иван       | Деомидович     | 1909         |
| Решетник      | Иван       | Епифанович     | 1917         |
| Решетник      | Михаил     | Пименович      | 1918         |
| Решетник      | Михаил     | Степанович     | 1924         |
| Решетник      | Николай    | Никитович      | 1923         |
| Решетник      | Сидор      | Пименович      | 1907         |
| Решетник      | Трифан     | Пименович      | 1913         |
| Решетник      | Феофан     | Васильевич     | 1914         |
| Романенко     | Семен      | Васильевич     | 1918         |
| Руденко       | Артём      | Харитонович    | 1914         |
| Руденко       | Павел      | Иванович       | 1922         |
| Сарапанюк     | Гаврил     | Яковлевич      | 1902         |
| Сарапанюк     | Ефим       | Гаврилович     | 1926         |
| Сарапанюк     | Иван       | Гаврилович     | 1925         |
| Сарапанюк     | Фёдор      | Васильевич     | 1920         |
| Сватаненко    | Александр  | Иванович       | 1918         |
| Сватаненко    | Иван       | Кириллович     | 1912         |
| Сватаненко    | Иосиф      | Михайлович     | 1923         |
| Свитленко     | Григорий   | Иванович       | 1921         |
| Симиненко     | Иван       | Макарович      | 1925         |
| Симиненко     | Макар      | Евдокимович    | 1907         |
| Слободенюк    | Ананий     | Никитович      | 1926         |
| Слободенюк    | Аникей     | Деомидович     | 1915         |
| Слободенюк    | Гаврил     | Васильевич     | 1922         |
| Слободенюк    | Павел      | Сидорович      | 1926         |
| Слободенюк    | Прокопий   | Фомович        | 1920         |
| Смирный       | Иван       | Семёнович      | 1923         |
| Смирный       | Михаил     | Трофимович     | 1910         |
| Степаненко    | Ананий     | Ананьевич      | 1925         |
| Степаненко    | Григорий   | Данилович      | 1911         |
| Степаненко    | Дмиртрий   | Ефимович       | 1923         |
| Степаненко    | Онуфрий    | Саввович       | 1902         |
| Степаненко    | Павел      | Иосифович      | 1924         |
| Степаненко    | Петр       | Алексеевич     | 1920         |
| Степаненко    | Пётр       | Ананьевич      | 1920         |
| Степаненко    | Петр       | Йовович        | 1926         |
| Степаненко    | Петр       | Федосеевич     | 1924         |
| Степаненко    | Савва      | Федосеевич     | 1922         |
| Степаненко    | Фёдор      | Маркович       | 1925         |
| Сусаенко      | Архип      | Федотович      | 1910         |
| Ткаченко      | Илья       | Самсонович     | 1918         |
| Тритыжный     | Иван       | Николаевич     | 1920         |
| Ульченко      | Елисей     | Яковлевич      | 1917         |
| Ульченко      | Марк       | Лукович        | 1908         |
| Усатенко      | Василий    | Иванович       | 1926         |
| Усатенко      | Василий    | Максимович     | 1922         |
| Усатенко      | Иван       | Андреевич      | 1915         |
| Фоменко       | Василий    | Данилович      | 1901         |
| Хорунжий      | Григорий   | Сидорович      | 1920         |
| Хорунжий      | Иван       | Федорович      | 1925         |
| Хорунжий      | Самсон     | Федорович      | 1923         |
| Царенко       | Алексей    | Владимирович   | 1926         |
| Царенко       | Аркадий    | Прокопович     | 1920         |
| Царенко       | Артём      | Павлович       | 1925         |
| Царенко       | Петр       | Степанович     | 1909         |
| Чернявский    | Василий    | Георгиевич     | 1920         |
| Чернявский    | Дмитрий    | Кондратьевич   | 1924         |
| Чернявский    | Иван       | Дмитриевич     | 1925         |
| Чернявский    | Иван       | Корнеевич      | 1922         |
| Чернявский    | Илья       | Сергеевич      | 1918         |
| Чернявский    | Пётр       | Евтихиевич     | 1920         |
| Чумак         | Василий    | Аверьянович    | 1923         |
| Чумак         | Петр       | Аверьянович    | 1925         |
| Чумаченко     | Василий    | Сидорович      | 1921         |
| Чумаченко     | Иван       | Илларионович   | 1923         |
| Чумаченко     | Кирилл     | Яковлевич      | 1908         |
| Чумаченко     | Марк       | Антонович      | 1917         |
| Чумаченко     | Свва       | Васильевич     | 1903         |
| Чумаченко     | Федор      | Иванович       | 1922         |
| Чумаченко     | Федор      | Сидорович      | 1922         |
| Шкуропат      | Константин | Иванович       | 1917         |
| Шкуропат      | Пантелей   | Афанасьевич    | 1920         |
| Шкуропат      | Федор      | Федорович      | 1924         |
| Шкуропат      | Филипп     | Варфоломеевич  | 1923         |
| Якименко      | Гаврил     | Емельянович    | 1921         |
| Всего         | погибло    | 223            | человека     |

Голодомор 1946-47. Коллективизация. Труднейшие времена переживает Кара-Махмет в 1945—1947 гг. На момент увольнения военных в 1944 году выявлено большое количество больных армейцев малярией, дизентерией и туберкулёзом. Весной 1945 года, среди населения возгорается эпидемия брюшного тифа. Увеличивается смертность среди людей. Из-за нищеты умирающих хоронят, окутав лишь тряпьём в неглубокие промерзшие ямы. В 1946—1947 гг. Придунавье испытывает затяжную засуху. Из-за длительного отсутствия мужского населения во время войны большая часть полей оставалась не засеянной. Сельское хозяйство села подорвано ещё и коллективизацией и ликвидацией кулачества. Жителей «добровольным принуждением» заставляют вступить в коллективное хозяйство. Опробованной на то время в других регионах СССР системой подчинения на территории Кара-Махмета начинается хлебозаготовка: у жителей села «уполномоченные по заготовкам под видом красного фонда со щупом в одной руке и обязательством в другой» изымают запасы продовольствия, также отбирался и домашний скот. Однако, из-за сбоев в транспортировке, отобранное зерно сгнило на территории Килийского порта. Обеспеченных и сопротивлявшихся семьями вывозили в Сибирь, их имущество национализировалось. Те, кто старался в таких условиях выжить, питались травой, варили чай с неё, пекли лепёшки из муки, перемолотой из сердцевины стеблей подсолнуха, также выкапывали земляные орешки. Более выносливые меняли в Галиции предметы быта и одежду на продовольствие. Случаев каннибальства не было.

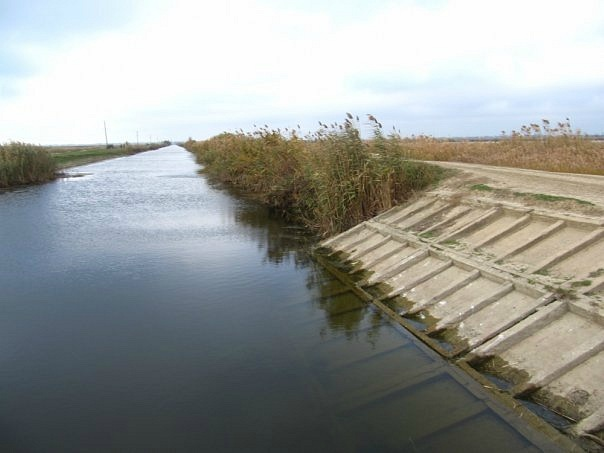
Водоканал Лаптыш

Послевоенные годы. С целью обеспечения производственного и технического обслуживания работ, на территории Южной Бессарабии реализовывался план создания машинотракторных станций. В сентябре 1944 года организовывается Помазанская МТС (первым директором становится С. Я. Заборовский), также при ней заработали первые курсы трактористов, где обучалось около 15 карагметчан. В Парапорах в это время начинает работу государственная компания «Морфлот», занимающаяся обработкой земли. Весной 1945 года Килийский РК КП Украины ставит вопрос об организации коллективных хозяйств на селе. На протяжении 20—30 апреля было решено провести в сельских советах организационные собрания о принятии устава земельных общин. По району утверждено 36 общин в том числе по Кара-Махмету — 6 (на это время село насчитывает 1262 двора с 2014 трудоспособного населения). Инициативными группами организованы колхозы: имени Кирова (председателем избран З. В. Балтянский), имени Шверника (Г. И. Анистратенко), имени Микояна (Н. Т. Захарченко), имени Шевченко (А. Е. Шкурина), им. Октябрьской революции (в посёлке Парапоры 1947 году, Д. П. Шкурина) и им. 30-летия Советской Армии (П. Л. Мышелов). Колхозам поставлялась сельхозтехника, посевной материал, скот, удобрения, выделялись кредиты и ссуды. Однако многие из колхозов были слабыми в организационном и хозяйственном отношениях, из-за чего летом в 1950 году начинается их объединение: КХ им. Кирова с КХ им. Шевченко в укрупнённый КХ им. Кирова (председателем стал А. Т. Лысенко), КХ им. Шверника с КХ 30-летия СА — КХ им. Шверника (С. Я. Заборовский), КХ им. Микояна с КХ им. ОР — КХ им. Микояна (Н. Т. Захарченко). В 1955 году состоялось последнее объединение трёх колхозов в единое хозяйство «Украина». Председателем был избран С. Я. Заборовский, а с февраля 1957 года — Герой Социалистического Труда — Музыка Николай Антонович, проработавший на должности до 1993 года. За хозяйством закрепляется 9868 га земли, в том числе пашни 7132 га, сада 110 га, виноградников 565 га. Крупного рогатого скота 3163 головы, в том числе коров 975 гол., свиней 5706 гол., овец 3675 гол., птицы 15898 гол. Хозяйство производит 6900 тонн зерна, овощей 362 т., картофеля 153 т., подсолнечника 206 т., винограда 1075 т., молока 1326 т., удой на корову составил 1775 кг, производство мяса 607 т., шерсти 8,8 т., яйца 435 тыс. штук. В 1963 году фонд зарплаты в колхозе составил 334 994 рубля, 1970 — 2 354 484 рубля. К 80-м гг. прибыль колхоза составляет 3,5—4 млн рублей, хозяйство производит 21 тыс. тонн зерна, насчитывает более 20 тыс. свиней, около 7 тыс. большой рогатой скотины, 10 тыс. га земли, в земледелии была внедрена новая технология — чековая. Хозяйственная система замкнутая. Хозяйство производило в государственный фонд более 2 тыс. тонн мяса, 5700 тонн КРС, птицы до 400 тонн, свиней до 25 000 тонн. Содержал более 500 га виноградников, производя около 4500 тонн винограда. Стоимость основных средств равнялась 1 млн 323 тысячам рублей. Занятость — 1789 человек трудоспособного населения Шевченкова. Хозяйство является постоянным участником ВДНХ СССР, в 1973 году награждено Красным знаменем Министерства сельского хозяйства СССР, ЦК профсоюза рабочих и служащих сельского хозяйства и заготовок.

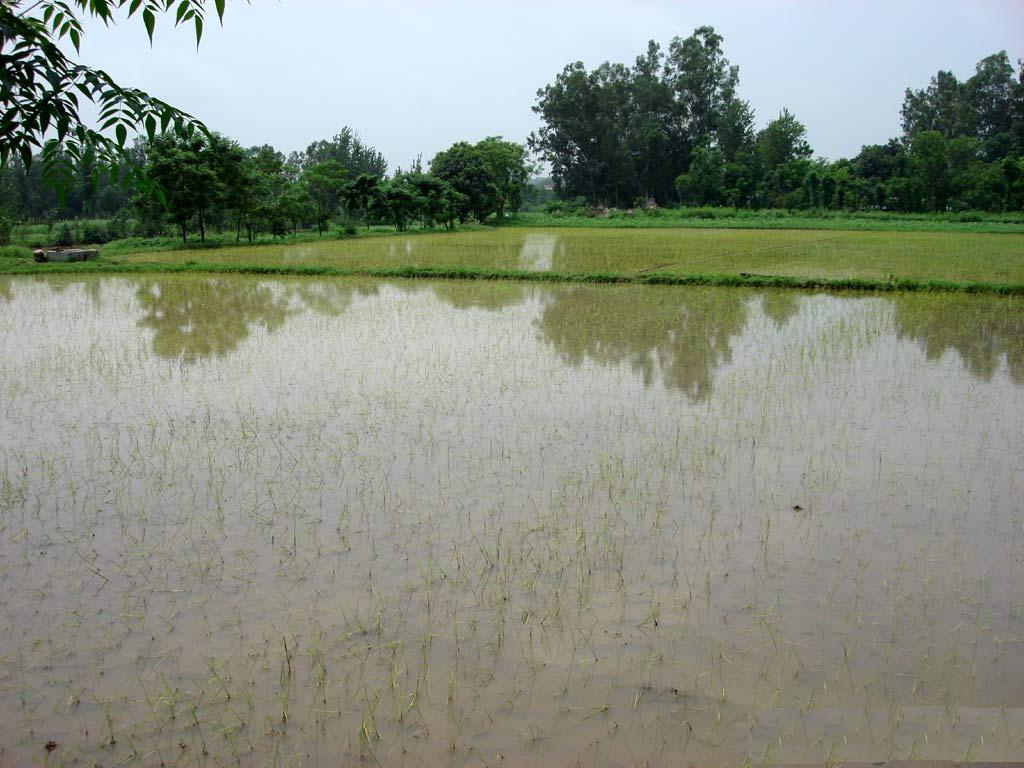
Чековое выращивание риса вблизи села

В мае 1946 года состоялось документальное переименование села в честь поэта-кобзаря Тараса Григорьевича Шевченко. Меняется и устройство. Председателем сельсовета вновь избран Я. Т. Лысенко. В декабре организована партийная организация при сельском совете, секретарём избран Морозов. В 1942 году появляются комсомольская и профсоюзная организации, состоят 408 членов ВЛКСМ. С 1946 года создаются три территориальные партийные организации, объединяющие 101 коммуниста и решающие организационно-партийные вопросы села. Первым секретарём парторганизации колхоза Килийской РК КП Украины стал В. Г. Альтов.
В 1944 году жилое здание, на углу улиц Ленина и Чернышевского, приспособлено и оборудовано под амбулаторию, в следующем году открыто инфекционное отделение, рассчитанное на 10 коек. Со временем работают терапевтическое отделение и родильный дом. В 1945 году в село направлены врачи Е. И. Андрощук, Е. К. Замкович, Е. М. Поповская. В 1955 году из Болгарии прибывает семья врачей Шустовых Владимир Дмитриевич и его сын Борис. 1959 — врачи И. М. Хаценко, Е. Н. Николаева, Е. П. Зимина. 1960 — зубной врач К. П. Калмыков. В 1960 году в больнице был рентгенкабинет, зубной кабинет, прачечная, кухня. В этот период на каждой ферме устанавливаются профилактории. В 1981 году сдано в эксплуатацию здание поликлиники со стационарным отделением на 70—75 коек.
С сентября 1946 года школа становится семилетней, а обучение ведётся на украинском языке. Возглавляет школу Г. И. Курц, учителями были Л. Р. Бложко, М. О. Чернявская, Л. И. Усатенко, Г. Слипко, А. Г. Давиденко. В 1954 году открыта первая Шевченковская средняя школа, чему много поспособствовал её директор О. Я. Кореновский. В 1959 году при ней начала работать вечерняя средняя школа, а также организована ученическая производственная бригада, состоящая с учеников 10-11 классов, которым было выделено 105 га земли и трактор с обязательством вырастить 35 ц/га кукурузы. С 1966 года в школе действует клуб интернациональной дружбы имени Э. Тельмана. Также при школе организован консультационный пункт районной заочной школы и регулярно выпускался «Комсомольский прожектор».
В 1945—1946 годы на базе Пугачевского кирпичного завода после капитальной реконструкции организован Шевченковский завод с регулярным выпуском кирпича, первым директором его стал Дмитришин. В 60—70-е годы выпуск кирпича полусухого прессования из жёлтой глины (на то время на УССР было 3 таких завода) достигает 11—14 млн штук в год, в это время заводом длительное время руководит А. А. Колпак. Для рабочих завода (около 100 человек) построены 2 двухэтажных дома, а также дом отдыха на берегу Чёрного моря.

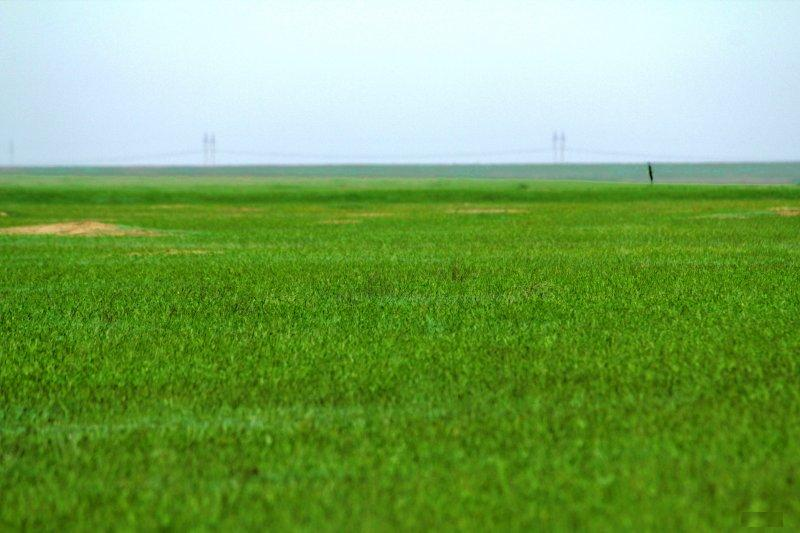
Юго-западные поля села Шевченково

1949 года на базе 9 хозяйств пайщиков образована межхозяйственная Инкубаторная Птицеводческая Станция, производительностью более 50 млн яиц в год, где первоначально заведующим был Г. И. Палюга. В 1959 году ИПС переоборудована на 42 тыс. яйцемест и создан сектор охлаждения утиного яйца, что позволило увеличить процент выхода молодняка до 84 единиц.
В 1957 году воздвигнут памятник кобзарю Тарасу Григорьевичу Шевченко (скульптор Недопака) и построено здание Клуба № 6 со зрительным залом на 600 мест. В этом же году партийная организация и правление колхоза «Украины» организовали выпуск газеты «Колхозная жизнь», освещая жизнь трудящихся, в апреле начато строительство Шевченковского парка. В 1955 году создана межколхозная дизельная электростанция на 560 Кв., впервые электрифицировав село. В 1956 году построена первая очередь канала «Межколхозный». 3 сентября 1958 года вследствие сухого климата в регионе открыт головной шлюз водоканала Лаптыш. Однако, кроме позитивных сторон, оросительная система способствовала поднятию подземных вод, в селе возникает солонец и в начале 80-х годов сооружен скидной канал, для отвода грунтовых вод. В 1958 году составлен план перестройки Шевченково, который был утвержден Советом Министров Украины. В соответствии с генпланом выравнивались улицы, началось плановое строительство частных и общественных зданий, контроль возложен на сельский совет.
В 60-е годы в хозяйстве значительно расширяется строительство ферм, административных зданий, водопровода, насосных станций, детских садов № 1 (1962 году) и № 2, начато строительство оросительных систем, завершается электрификация хозяйства. В 1960 году организовано семеноводческое хозяйство, обеспечивая район разными сортами культур, а также прививочная мастерская по выращиванию виноградных саженцев производительностью 1 млн саженцев в год. В 1961 году завершился первый этап строительства водопровода, для подачи пресной воды в село с Лаптыша. В 1969 году началось строительство Шевченковского межхозяйственного комбикормового завода мощностью 50 тонн продукции в смену. В 1974 году завод заработал в полную мощность, производя до 200 тонн за сутки в 2 смены.
| За успехи в сельскохозяйственном производстве награждены 992 человека, в том числе: |
| --- |
| Орденом Ленина — 4 чел. Орденом Октябрьской Революции — 7 чел. Орденом Трудового Красного Знамени — 15 чел. Орденом Дружбы народов — 2 чел. Орденом «Знак Почёта» — 22 чел. Орденом Славы II степени — 3 чел. Орденом Славы III степени — 13 чел. Медалью «За доблестный труд в Великой Отечественной войне 1941—1945 гг.» — 218 чел. Медалью «За трудовое отличие» — 16 чел. Медалью «Ветеран труда» — 692 чел. |

В 70-е годы строятся детские садики № 3,4, универсам, баня, памятник погибшим воинам, стадион, дороги, освещение, телерадиомастерская, автостанция, АТС, музыкальная школа, спортивная школа, пекарня, кинотеатр «Колос». Колхоз располагает домом отдыха на 70 мест на берегу Чёрного моря, где ежегодно оздоравливаются 180 колхозников. Построены зерновые токи № 1,2,3 и здание тракторных бригад с подсобными помещениями № 1, 2, 3, 4, свинооткормочный и репродуктивный комплексы. В 1975 году хозяйством «Украина» приобретено рыбное хозяйство «Прогресс» села Червоный Яр, погасив его долги. В 1975 году заработал детский сад № 3 на 140 мест. В 1976 году построенная механическая мастерская. В 1977 году — свинооткормочный комплекс и репродуктивный комплекс для выращивания 25 тыс. свинопоголовья, племенная свиноферма, фермы для КРС № 1, 2, 3, минимолокозавод, мельница. В садовой и виноградных бригадах построены здания с подсобными помещениями, четыре гаража, по два на грузовой и легковой транспорт, два тепличных хозяйства для выращивания ранних овощей, 4 админздания отделений, машинный двор, три склада, молочный блок, цех соевого молока, агрохимлаборатория. В 1979 году — построено здание Дворца культуры с административным управлением, на 650 мест. За 1966—1976 гг. сооружено 190 жилых домов.
В 1972 году для переработки овощей и фруктов был создан Консервный завод колхоза «Украина», где работало около 150 человек. Завод имел макаронный цех, винодельный цех (изготавливал виноматериал), холодильную камеру на 600 тонн. Производительность завода до 3 млн условных банок консервной продукции, 26 видов продукции и отправляли в 40 городов СССР.
В 60—70-е годы расцветает спортивная жизнь: секции классической борьбы, тяжелая атлетика, ручного мяча, баскетбола, дзюдо, шахмат, легкой атлетики. Чуйко А. А. способствовал развитию вольной и классической борьбы. Возникает стрелецкий вид спорта, проходящий на базе школьного тира под руководством Булата С. В. и Чернова С. А. Развивается мини-футбол, команда которого в 1996 году стала чемпионом области.
В 80-х годы ежегодно в селе строятся 20—30 домов. На протяжении 1960—1985 годов в Шевченково сооружено 12 домов для специалистов колхоза. С 1984 по 1989 годы интенсивно застраивается частными домами улица Консервная. В 1983 году село занимает третье место с области по благосостоянию. В 1984 году сооружено здание гостиницы и кафе на 52 места, а в 1988 году — здание универмага. В январе 1990 года завершено строительство школы № 2 на 624 учащихся, первым директором стала И. Б. Шустова.
216 человек — участники Афганской войны (1979—1989), все вернулись живыми. Также 12 человек являются участниками ликвидации последствий катастрофы на Чернобыльской АЭС (26 апреля 1986), 6 из них инвалиды 2 группы и 1 — инвалид 1 группы. За время после аварии умер 1 участник ликвидации последствий аварии.

### Украина (1991 — наше время)

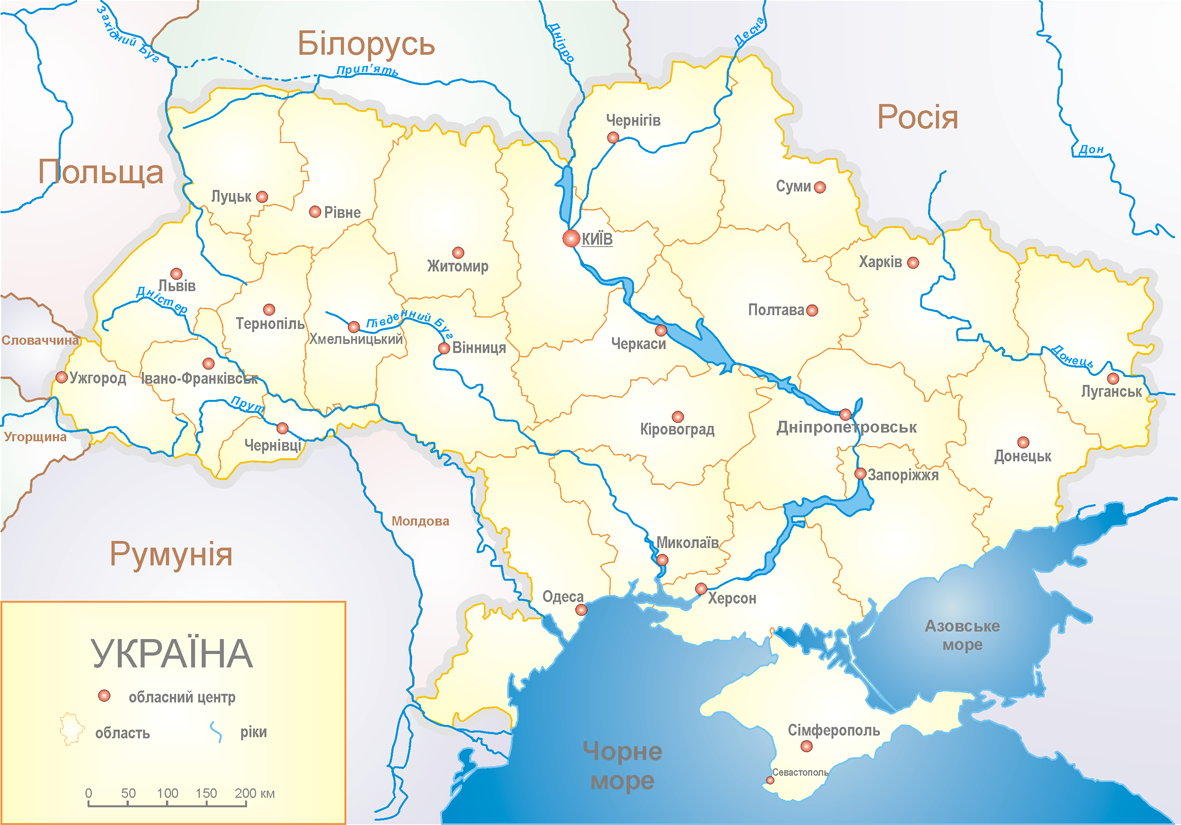
Карта Украины

24 августа 1991 года Верховная рада провозгласила независимость Украины, подтверждённую всенародным референдумом 1 декабря 1991 года. Сформировалась демократическая политическая система, закреплённая Конституцией 28 июня 1996 года. В этих условиях Шевченково становится селом в составе Килийского района Одесской области Украины.
В 1991 году состоялись первые всенародные выборы главы села, на которых убедительную победу одержал Заступайло Анатолий Андреевич, впоследствии проработавший на должности главы сельского совета два срока подряд. В 1999 и 2003 годах на очередных выборах главы села был избран на эту должность Резвый Василий Алексеевич. В марте 2007 года в Шевченково состоялись очередные выборы Главы сельского совета, на которых победу одержала Рябцева Галина Аксентьевна.
В связи с изменением политико-экономической ситуации в стране село испытывает серьёзные трудности в экономической и социальной жизни: сокращаются объёмы промышленного производства и происходят задержки с выплатой зарплат. Промышленные предприятия и колхоз села оказались на грани банкротства.
Важным звеном перестройки производственных отношений в аграрной сфере Украины в 1990-х годах являлась земельная реформа. Поступательное реформирование земельных отношений были связаны с реорганизацией хозяйств, основанных на рыночных засадах. С 1993 года в Шевченково из специального земельного фонда земель колхоза «Украины» гражданам села, имеющие желание организовать фермерское хозяйство, предоставляются земельные участки. Коллективное хозяйство «Украина» реформируется в коллективное сельскохозяйственное предприятие (КСП) «Украина». В 2003 году КСП прекращает свою деятельность, что стимулирует процесс выделения собственникам паев в натуре имущества реформированного КСП.
Вследствие снижения уровня жизни населения начала 90-х годов, демографическая ситуация Шевченково сильно меняется. Трудоспособное население, состоящее из преимущественно промышленных и сельскохозяйственных кадров, переквалифицировался на другие сферы экономики. Значительная часть людей заняты в крупных городах. Торговля стала новым источником доходов для жителей. Начиная с 1995 года открываются объекты соответствующей инфраструктуры, а к 2010 году село насчитывает около 40 объектов розничной торговли и бытового обслуживания, также более 10 предприятий барно-ресторанного хозяйства.
Первое десятилетие XXI века характеризуется ростом социально-экономического благосостояния Шевченково. Сдвиг в системе законодательства и реализация программ развития способствуют созданию благоприятных условий для жизни населения и деятельности хозяйствующих субъектов. Сейчас на территории Шевченково активно ведутся работы по восстановлению и реконструкции дорожной сети, строятся первая и вторая очереди новых головных водопроводных сооружений.
Активизируется культурная деятельность. 10 октября 2006 года Шевченково стал центром праздника, посвящённого 220-й годовщине образования села. С тех пор ежегодное празднование «Дня села», с участием звёзд украинской и российской эстрады для села Шевченково стало традицией.

### Уроженцы и жители Шевченково
- Дубовой А. Ф. — Народный депутат Украины 6 созыва
- Бойченко И. В. — профессор Киевского национального университета имени Тараса Шевченко, доктор философии
- Бабенко А. Ф. — Генерал-майор
- Коваленко Ю. М. — Заслуженный артист Украины, актёр-имитатор
- Балтянский М. З. — Заслуженный журналист Украины, писатель
- Музыка Н. А. — Советский государственный деятель
- Смаль К. А. — фольклорист, композитор
- Шаргородская В. А. — фольклорист, поэтесса
- Шкуропат И. Г. — кандидат физико-математических наук
- Гречкосей Д. П. — экс-председатель Килийского райисполкома
- Шкуропат А. П. — член Союза художников Украины, художник
- Богданенко В. А. — инженер железнодорожного транспорта